# 東京大学総合図書館
東京大学総合図書館（とうきょうだいがくそうごうとしょかん）は、国立大学法人東京大学に附属して設けられた大学図書館の一つである。
東京大学に附属する大学図書館としては、3館の拠点図書館 および27館・室の部局図書館 があり、これらは総称して東京大学附属図書館と呼ばれるが、総合図書館はその中でも最大規模の図書館であり、立地する東京大学本郷キャンパスの拠点図書館としての役割を果たす。
施設は、本館と別館からなる。本館は地上5階地下1階からなる鉄骨鉄筋コンクリート造の建物であり、東京帝国大学附属図書館時代の1928年（昭和3年）に竣工した。2020年（令和2年）10月1日より、本館4階にはアジア諸地域の研究に関連する資料を集約的に所蔵するアジア研究図書館が設置されている。別館は本館の前庭に新設され、地下1階のライブラリープラザと、地下2-4階の自動化書庫からなり、2018年（平成30年）に開館した。
蔵書は図書が130万冊強、逐次刊行物が2万種類強に及び、和漢洋の古典籍などを多く所蔵している。南葵文庫や鴎外文庫などコレクションとしてまとまった形で寄贈を受けて蔵書に加えられたものも多く、これらも貴重な資料群となっている。

## 沿革

### 東京大学創立から関東大震災前まで
現在の総合図書館の淵源となった存在として、幕府が開設した蕃書調所がある。同所では書物を保存するだけではなく、目録の作成や教科書に当たる書物の貸出など、当時からある種の図書館活動が行っていた。蕃書調所はのちに改称されて開成所となり、明治新政府の下で大学南校として改組される。大学南校規則には、書籍の貸出、払下げは書籍局に申し出るべきこととする条がある。また、大学南校と共に開設された大学東校の規則にも、書籍の目録作成や貸出などを行う典籍局という部局が記述されている。
大学南校は、まもなく東京開成学校に改組される。明治8年の『東京開成学校一覧』では、「講習必用ノ書籍」の貸出や、蔵書点検、縦覧室の設置などが述べられている。翌年の『東京開成学校一覧』では、新たに「圖書室」の章が設けられ、縦覧室は閲覧室に名前が改められている。当時の蔵書は34,778冊で、うち6,798冊が国書で、残りは漢書、洋書となっていた。またこの時期、校長補浜尾新の要請によって、構内には東京書籍館の分館として法律書庫が設けられた。東京書籍館は明治10年に廃止され、分館である法律書庫も一般利用を停止したが、生徒の閲覧は継続された。
1877年（明治10年）4月12日、東京開成学校と東京医学校（大学東校が改組したもの）が統合して東京大学（旧）が発足し、東京開成学校は東京大学の法・理・文3学部となる。10月には神田一ツ橋の校地内にあった教師館を利用し、書庫3棟を加えて新たな図書館が設けられた。閲覧室は法学部、理・文学部、予備門に分けられていて、学生は所属に従って閲覧室および敷設された書庫を利用した。医学部はすでに本郷にあり、本館の2階に書籍室を設けていた。
神田一ツ橋にあった法理文3学部が本郷に移転したのは、1884年（明治17年）8月のことである。この際、図書館は本郷に新築された法文学部の建物の2階に入った。1886年（明治19年）3月1日に公布された帝国大学令によって、東京大学（旧）は帝国大学となったが、同年10月14日には新しい「帝国大学図書館規則」が制定された。この規則では、従来法理文3学部と医学部で分けられていた図書館が形式上統合され、全学部の図書が帝国大学図書館に貯蔵することが定められたが、実際には各部局に備え付けられる状態に変わりはなかった。1918年（大正7年）の「東京帝国大学附属図書館規則」の改正は、実情を反映したものとなり、図書館の図書は「本館備付ノ図書」と「教室研究室其他ノ部局ニ備付ノ図書」の2種に区分されることとなった。
法理文3学部の本郷移転直後は図書館が他の建物内に入居していたが、1890年（明治23年）には新たな図書館の工事が開始された。1892年（明治25年）に竣工し、翌年の7月5日に移転を完了した。この新図書館は学生閲覧室、職員閲覧室、事務室、喫煙室、3層の書庫などを備え、学生閲覧室は300人を収容した。夏目漱石の三四郎に描写された図書館は、この当時の建物である。
- 東京帝大図書館外観（1900年）
- 学生閲覧室（1900年）

書庫は完成した数年後に早くも逼迫するようになり、1907年（明治40年）度末に増築が行われた。1909年（明治42年）度には事務室や閲覧室等が改築された。これらの工事を経て図書館は十字型の建物となり、東側が書庫、西側が閲覧室、南側が事務室等、北側が玄関、新聞室、法律書庫、閲覧室等となった
。
この建物については創建当初の資料が十分に残されていない。しかし、後述する別館の設置工事に伴う図書館前広場の整備工事中、旧図書館の基礎が出土し、解体する作業を行っていた際に基礎に埋め込まれた金属製の箱が発見された。箱の中からは金属プレートが見つかり、その刻印から、工事監理者が山口半六（文部技師）、設計者が久留正道（文部技師、1881年東京帝国大学卒業）であったことが明らかになった。

### 関東大震災と復興
1923年（大正12年）9月1日に発生した関東大震災により、帝国大学のある本富士町は震度5弱から5強程度の揺れに襲われた。当時図書館で業務にあたっていた西村貞雄の回想によると、地震の揺れによって館内では一部の書架が倒れ、また並べられていた図書が落ちて散乱するなどの被害が生じた。十字型の図書館の建物では、南北に延びる事務部分、玄関等の一部壁面に損傷を生じたが、閲覧室や書庫に目立った破壊部分はなかったという。この時点では所蔵資料への大きな被害は生じていなかった。

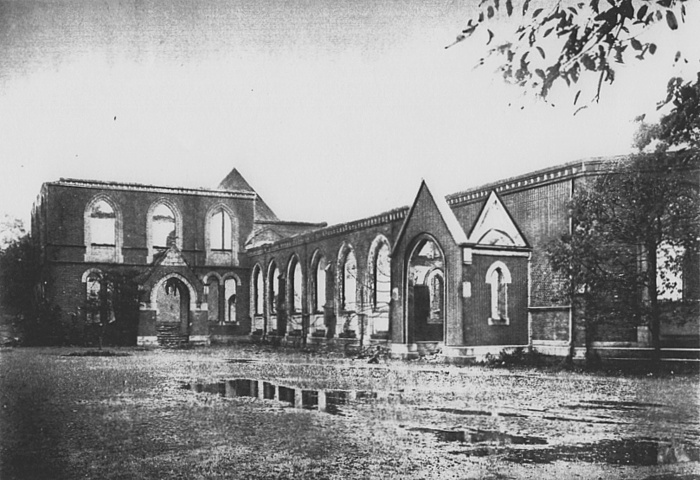
関東大震災で焼失した図書館

しかし、図書館の近く（現在の図書館団地の南側に当たる教育学部棟の位置）にあった医学部薬化学教室において、ゆれで薬品が床に落ちて発火し、建物に燃え移って火災が発生した。この火が薬物学教室を経て、破壊が生じていた図書館の南側屋根下から館内に侵入し、そのまま燃え広がって図書館全体が炎に包まれた。所蔵資料は1週間にわたって燃え続けた。当時の図書館の書庫も防火戸などの耐火設備が設けられていたものの、原因は不明だが結果的には延焼を防ぐことができなかった。図書館は煉瓦造の壁だけが燃え残り、多くの蔵書は屋根もろとも焼かれ尽くしてしまった。焼失した図書の確かな数は明らかでなく、『東京帝国大学五十年史』は約76万冊、『東京大学百年史 通史』は75万冊、図書館復興に携わることになった古在は70万巻とし、震災当時図書館職員であった植松安は、火災の中図書の救出を行ったが持ち出せたのは閲覧室備付の1万冊程度だったと顧みている一方で、同じく職員であった男澤は文部省往復等を基に、焼失冊数を56-57万冊と比較的少なく見積もっている。灰燼に帰した資料の中には、マックスミューラー文庫や曲亭馬琴日記の自筆稿本（15冊中1冊のみは持ち出される）など、貴重なものも多かった。この火災によって燃えて灰になった図書の一部や、直前に持ち出されて難を逃れた図書などは、館史資料として現在も総合図書館に所蔵されている。
震災から4日後の9月5日、事務室は工学部新館（現在の工学部2号館旧館）に移される。11月1日には耳鼻咽喉科研究室（現在の南研究棟）の地下室に移る。翌1924年（大正13年）1月には、バラック建築の約150席の仮閲覧室が設けられる。このころには耳鼻咽喉科研究室の地階を事務室、書庫として使っていた。また、仮閲覧室は道路を挟んで耳鼻咽喉科研究室の向かい、現在の附属病院外来診療棟の辺りに建てられていたようである。
仮の体制での開館が試みられる中で、東京帝国大学図書館の焼失は全世界に知られるところとなり、様々な支援の手が差し伸べられるようになった。震災が起きた9月の17日には、早くも国際連盟で東大図書館の復興援助が決議された。国内では10月から、海外からは11月のアメリカからの第1回寄贈図書をはじめとして、国内外からの寄贈図書が相次いで寄せられた。
1924年（大正13年）6月には、ロックフェラー財団のフレドリック・F・リュッセルら一行が図書館の仮事務室を訪れ、姉崎館長に面会した。この時点で、図書購入費や図書館建築費に関するほのめかしがあったと思われる。8月にはニューヨーク領事から外務省に対して東大図書館復興に関する問い合わせがあり、姉崎館長が必要金額等に関して回答している。また、姉崎が9月に友人のJames Woods宛に出した手紙では、寄附に関して建物の名前（例えば新しい図書館をロックフェラー図書館とする）を条件とされた場合への憂慮や、新たな図書館には記念室が設けられなければならないと考えていること、当時国内において対米感情が悪化していたため、米国のロックフェラーから寄附を受けることに対して議論が起こるかもしれないといった見通しなどが綴られている。同年12月30日、ロックフェラーから400万円を寄付するという電報が、当時の古在由直総長宛に送られてきた。憂慮されていた建物への命名の条件どころか、建設費用と図書購入費用との配分なども含めて一切の条件を付さなかった。ロックフェラーからの書簡のうち、以下に引用する最後の一節は極めて丁重なものであり、関係者を深く感心させ、米国からの寄附に反対する声も収まることとなった。
以降の図書館建設の経緯は、「現在の建物」の章に詳しく記すこととしてここでは要点を触れるに留める。新しい図書館の建設に当たっては、当時の古在由直総長を委員長とする図書館建設委員会が設立され、設計部長には内田祥三が就任した。1926年（大正15年）1月26日に地鎮祭を行って着工し、1928年12月1日に竣工、同日竣工式が開かれている。国内外から寄せられた多くの援助によって、図書館再建成った1928年度の年度末には東京帝国大学の蔵書が590,509冊（冊数は図書および製本雑誌のみ）となり、蔵書の面でも復興が進んだ。新たな図書館の開館に当たっては、東京帝国大学図書館規則の改定や、目録の作成事業、指定書制度の開始など、制度面においても新たな取組みが行われた。

### 戦時中の動向
日中戦争以降は、図書館も戦争の影響を受けることになった。いわゆる文科系の学問が軽視される風潮が強まったため、文科系に属する分野の蔵書が中心であった附属図書館の受入図書数は減少していった。また、職員の徴兵も相次いだ。さらには、戦時中の資材欠乏のために学内で建物の新築が困難となったことから、新たに設置されることとなった東洋文化研究所に附属図書館の東翼一部が提供されることとなり、附属図書館として利用できるスペースも減少することとなった。屋上には陸軍によって高射砲の設置が検討されたこともあったが、これは大学の要請によって阻止されている。陸軍では敗戦間近の1945年になると、大学キャンパス全体を（上野公園一帯の森と合わせて）皇居を守る防衛線として使用するために接収するといった案すらも出されていたが、当時総長となっていた内田祥三が交渉にあたり、未遂に終わっている。
大学の接収が計画されたように、戦局は著しく悪化し、東京は幾度も空襲の被害を受けていた。このため、学内の各図書館、図書室では図書の疎開が進められていた。附属図書館では、疎開に先駆けて1944年4月21日には『和漢書疎開図書略目録』、『洋書疎開図書略目録』が作成された。疎開先となったのは山梨県西八代郡市川大門町（現在の同県同郡市川三郷町市川大門地区）の渡辺家の土蔵である。同家は蔵書家として知られた渡辺信の旧家であり、渡辺信の蔵書は附属図書館が震災後に青洲文庫として購入していたという縁があった。すなわち附属図書館が蔵書を購入したことで空いていた倉を、附属図書館が疎開のために利用することになったということである。疎開は2回に分けて行われ、第1次は1944年7月末から10月初めごろにかけて木箱に詰めた図書308箱分を移動し、第2次は1945年6月中に50箱を移動している。いずれも市川大門駅まで日本通運の貨車で移送された。この際疎開されたのは貴重書22,917冊であり、内訳は和漢書20,542冊、洋書2,375冊であった。一方で多くの図書は本郷に残されたが、上層部の図書を地下に下ろす、重複図書を積み重ねて防壁の代わりとするなどの工夫が凝らされた。さらに、建物の安全性を見込まれて諸官庁から資料が持ち込まれることもあった。また建物にも縄網によって迷彩が施されるなどの工夫もされた。
これらの対策が取られていたが、本郷キャンパスは敗戦まで空襲の被害をほとんど受けなかった。1945年3月10日の東京大空襲でキャンパス南端にある懐徳館洋館・和館が焼失した程度である。これは、GHQが本郷キャンパスを占領後の拠点として使用するために爆撃の標的から外したためであるという説がある。また、附属図書館は史料編纂所書庫とともに、米国で作成されたいわゆるウォーナー・リストと呼ばれる文化財リストに掲載され、無印から3つまでの範囲で重要度を表す「*」の印が2つ付されていて、（このことが即ち爆撃の回避対象となったことを表すわけではないが）重要性はある程度認知されていたと見ることもできる。さらにこのリストが掲載された米国陸軍の便覧では、附属図書館が中国で接収された図書を所蔵していることに言及し、この資料群が中国に返還されることを想定して注意を払うよう促す記述もあった。

### 戦後
戦時中にあらゆる困難はあったものの、図書館は建物や資料に被害を受けることなく、1945年8月15日の敗戦を迎えた。疎開されていた図書は、10月には疎開先の山梨県から図書館に戻された。また、戦時中に発送が止められていた海外雑誌のバックナンバーなども、次々と受け入れられた。徴兵されていた職員が続々復員し、一方で主たる利用者である学生も徴兵や勤労動員から解放されて大学に戻ってきた。先に述べたように本郷キャンパスはGHQの総司令部として接収される計画があり、終戦直後の9月ごろには米軍関係者が本郷キャンパスを度々視察していたが、引き続き総長を務めていた内田祥三が南原繁（当時の法学部長）とともに文部省やGHQ司令部等との折衝にあたり、辛うじて接収を回避した。ただ、実現はしなかったが、図書館ではこの接収騒動に関連して図書を運び出して避難する案も出ていたという。
一方で、一部の資料には動きがあった。戦時中に中国で民衆教化団体の新民会によって接収され、その後東大図書館に譲受されていた学校の教科書類は、東大図書館の手続きとしては国内法に則ったものであったが、GHQに略奪品として見做されて返還の指令が出されたため、作成された目録を付けて中国側に引き渡された。また、海軍から持ち込まれて海軍文庫と呼ばれた資料も、GHQによって没収された。
占領中は、進駐軍の軍人が様々な情報を求めて図書館をたびたび訪れたため、職員たちはレファレンス業務に追われることとなった。この中で、3階西側の渡り廊下にインフォメーションデスクが設けられ、レファレンスの対応に当たることとなった。ほかにも、米国各州の判例集、法令集が持ち込まれて判例室が設けられるなどの変化があった。附属図書館の運営にも、アメリカ式の図書館運営方式が取り入れられるようになって規則の改正や組織体制の変更が行われ、職員に対してはアメリカ方式による司書再教育が行われた。このように図書館が様々な変容を遂げていく中で附属図書館長に岸本英夫が就任し、抜本的な改革が行われることとなる。

### 岸本館長下における近代化の取り組み
建設当時は最新鋭の設備を取り入れて造られた図書館であったが、開館から30年近く経った昭和30年代には（学内の各部局図書館なども含めて）あらゆる問題が顕在化していた。この頃第17代茅誠司総長の依頼を受けて、1960年（昭和35年）4月に図書館長に就任したのが、当時文学部の教授を務めていた岸本英夫である。岸本は館長就任にあたって、親交のあったチャールズ・B・ファーズ（当時のロックフェラー財団の極東関係人文・社会科学系緊急援助担当官、戦前には東京帝国大学への留学経験もあった）に相談して図書館の徹底的な改革を決意し、茅総長に対して図書館改革へのバックアップを求めた。
就任後、6月にはロックフェラー財団において図書館改善のための調査費等約1,000万円の寄附が決定され、岸本館長は7月から9月まで、また幹部職員3人が11月から12月にかけて渡米し、アメリカの先進的な大学図書館を視察した。9月28日は臨時調査室が設置されて、同年中は中央図書館のみならず各部局図書館も含めて、東大図書館の全体に関する調査が進められた。翌1961年（昭和46年）2月と3月には、アメリカからキーズ・D・メトカフ（ハーバード大学図書館で18年間館長を務め、在任中に同大学の全学的図書館機構の再建に成功していた）を招聘して、助言を得た。5月までに改善計画案が完成し、6月に評議会で承認された。
図書館の改革は、「もはや、図書をしまっておく場所ではない、図書をひろく、効果的に、読ませる、利用させるような働きをする」近代的大学図書館を実現し、「全学の教授、学生、研究者のすべてが、全学のすべての図書を、たやすく利用できるように」するといった目的意識に基づいていて、計画の焦点として岸本は「全学総合図書目録130万枚（ユニオンカタログ）の作成」「東大の機構としての附属図書館体制の確立、および部局図書館の連絡調整」「指定書制度の強化」「総合図書館（中央図書館の新名称）の近代的改装」の4項目を挙げている。ここではその内、中央図書館（総合図書館）に関連する事項を取り上げる。
ユニオンカタログについて、当時の東京大学は、10学部・14附置研究所に250万冊の蔵書を有していたが、これら全てを対象とした目録は存在しなかった。中央図書館には自館および8学部（教養学部・農学部以外）の蔵書をカバーするカード目録が存在していたが、全学に所蔵される図書に対してのカバー率は半分程度であった。全学で所蔵されている図書の総合的な利用をはかるために、全学総合目録の作成は必須であった。この作業は各図書室のカード目録の状態調査から始まり、次いで教養学部、農学部および各附置研究所の目録カード70万枚の撮影が行われ、撮影されたフィルムはボストンのゼロックス社に送られてカードが複製された。このカードに加筆修正を行った上で、全学総合目録として整備され、総合図書館に設置された。カード目録の機能がOPACに移動した現在、更新は行われていないものの、全学総合目録は引き続き大階段下に設置されている。
総合図書館建物の改装は、「モニュメントとしての性格を強く表現している」図書館を、「利用者本位の機能的な、近代的な図書館につくりかえる」ことに主眼をおいて取り組まれた。大きな動きとして、利用者一般に対する施設を1階に下ろしたことが挙げられる。図書館は3階を主階として造られていて、閲覧室や出納台など、利用者に対する施設は専ら3階に集約されていたため、利用者は入館するとまず大階段を3階まで上がらなければならなかった。1階入口の両脇には記念室と新聞雑誌閲覧室が設けられていたが、前者は賓客を迎える一室として用いられていて、利用者には開放されていなかった。そのため1階で利用者が利用できる空間は、ほぼ新聞雑誌室のみであった。この状況を改善するため、まず書庫に通ずる出納台を1階大階段裏に移し、天井の高い新聞雑誌閲覧室には中2階を設けて学生閲覧室とし、1階は参考室に充て、従来開放されていなかった記念室は自由閲覧室として利用者に開放されることとなった。当初予定では記念室にも中2階を設ける予定があったが、これは実現しなかった。ほか、3階北側の一般閲覧室は一部に書架を設置し開架閲覧室とし、4階は下階からの吹き抜けを塞いで専門別閲覧室としてのアジアセンター、外国法資料センターや閲覧個室を設置、地階の改装を行って書庫の収容冊数増加を図るなど、館内全体にわたって根本的な改修が行われた。
岸本は館長就任以前から癌との闘病を行っていたが、11月15日の外国法文献センター開設式出席後は自宅療養となり、12月8日に東大病院に入院した後、翌1964年（昭和39年）1月25日に黒色腫のため死去した。2月6日には総合図書館で超宗教による附属図書館葬が営まれ、正面大階段を上った先の3階ホールに祭壇が設置された。図書館界や大学、文部省の関係者のほか、岸本が専門としていた宗教学界関係者、さらに学生など1,500人が参列した。

### 東大紛争下における混乱
1968年（昭和43年）には、いわゆる東大紛争が勃発し、医学部を筆頭に多くの学部において授業が中止となり、学生らによる建物の封鎖も相次いだ。東大紛争の情勢として、大学執行部側がしばしば強硬な姿勢を示したことに対して全共闘は特に強く反発し、またしばしば譲歩の姿勢を見ぜる民青などとも激しく衝突していた。1968年の後半には泥沼化した紛争に疲弊し、学生の中では紛争の解決を求める風潮が起こり、それを受けて民青の主導する東大民主化行動委員会を学生の代表として大学当局との折衝に当たろうとしていた。全共闘側はこれを闘争収拾策動として激しく批判し、さらなる強硬化、ゲバルト化を加速した。全共闘派はもはや、「一般学生」を収拾を策動する敵として切りはなし、批判することを憚らなくなっていた。その中で行われたのが11月22日「東大日大闘争勝利時計台前総決起集会」であり、集会に引き続いて全門と図書館の封鎖を掲げた「全学封鎖闘争」が目論まれ、予告された。
これに対して収拾派は本郷正門で11時に「封鎖阻止法実委独自集会」、12時には図書館前で全東大総決起集会などを行うことが予告し、全共闘による全学封鎖を抑止しようとしていた。だが全共闘はこの裏をかき、22日の午前中に武装した集団によって図書館の封鎖を完了した。
この封鎖によって総合図書館は閉館を余儀なくされた。一部の室は封鎖されずに残されたため、最小限の事務は地階に置かれた仮事務室で行われることとなった。また、有斐閣の好意によって大学近くの白山某所に作業場が用意され、受入れ等の業務が行われた。全共闘の建物封鎖にあっては、マイクロフィルムを燃やすなどの蛮行が横行して大きな被害を生ぜしめた法学部研究室のような例もあったが、このような例と比べると総合図書館では秩序が保たれ、破壊行為が行われることもなく粛々と封鎖が行われた。封鎖を行う学生と当時の附属図書館長伊藤四十二との会見の場も持たれ、その際伊藤が提示した「(1)重要箇所は施錠し何人も立ち入らないよう責任をもって監守し、それぞれの室の扉にはその旨の張り紙をする。(2)施設・設備は損傷しない。(3)火気には十分注意をする。(4)鍵をこわさない。(5)私物には手を触れない。(6)近日中にあらためて打ち合わせの会談を行なう。」といった遵守事項は受諾された。その上で伊藤自身の手によって、書庫、参考室、整理課室、総務課室、館長室、秘書室、事務部長室、開架閲覧室、外国資料センターおよびアジア資料室、教官個室が施錠された。その後11月25日には正門前にあった喫茶にんじんで、全共闘代表の山本義隆と総合図書館事務部長の颯田大通との面会の場が設けられたが、封鎖解除の交渉は決裂した。
翌1969年（昭和44年）1月11日には、紛争収拾を目指す団体交渉実現実行委員会（団交委）に結集した学生を中心にして、本郷キャンパスの多くの建物の封鎖が解除され、総合図書館の封鎖も解除された。1月24日の総合図書館運営委員会において、伊藤館長は封鎖期間中における器物の損傷などが一切なかったことを報告している。また全共闘との交渉にあたった颯田事務部長も、封鎖によって事務作業の停滞や企画の延期といった影響を受けたことは遺憾としながらも、回想にて「全共闘の諸君も館長との協定をよく守ってくれ、図書館の意義についても若干の理解を示してくれた」と評している。このように封鎖における図書館の直接的な物的被害は無かったものの、暖房工事に遅れが生じたために再開館は翌月にずれこみ、2月5日に2か月ぶりの開館を果たした。この段階では学内情勢が必ずしも安定していなかったことから、9時30分から16時までの短縮開館としたほか、封鎖期間中の業務停滞や同時期に行われていた改修工事の都合などから、雑誌閲覧室や開架閲覧室なども休止し、その後徐々に再開をしていった。
館長として紛争対応にあたった伊藤四十二は、定年のため規定によって1969年（昭和44年）の3月に館長の職を退いている。

### 裏田館長下の改修と電算化への対応

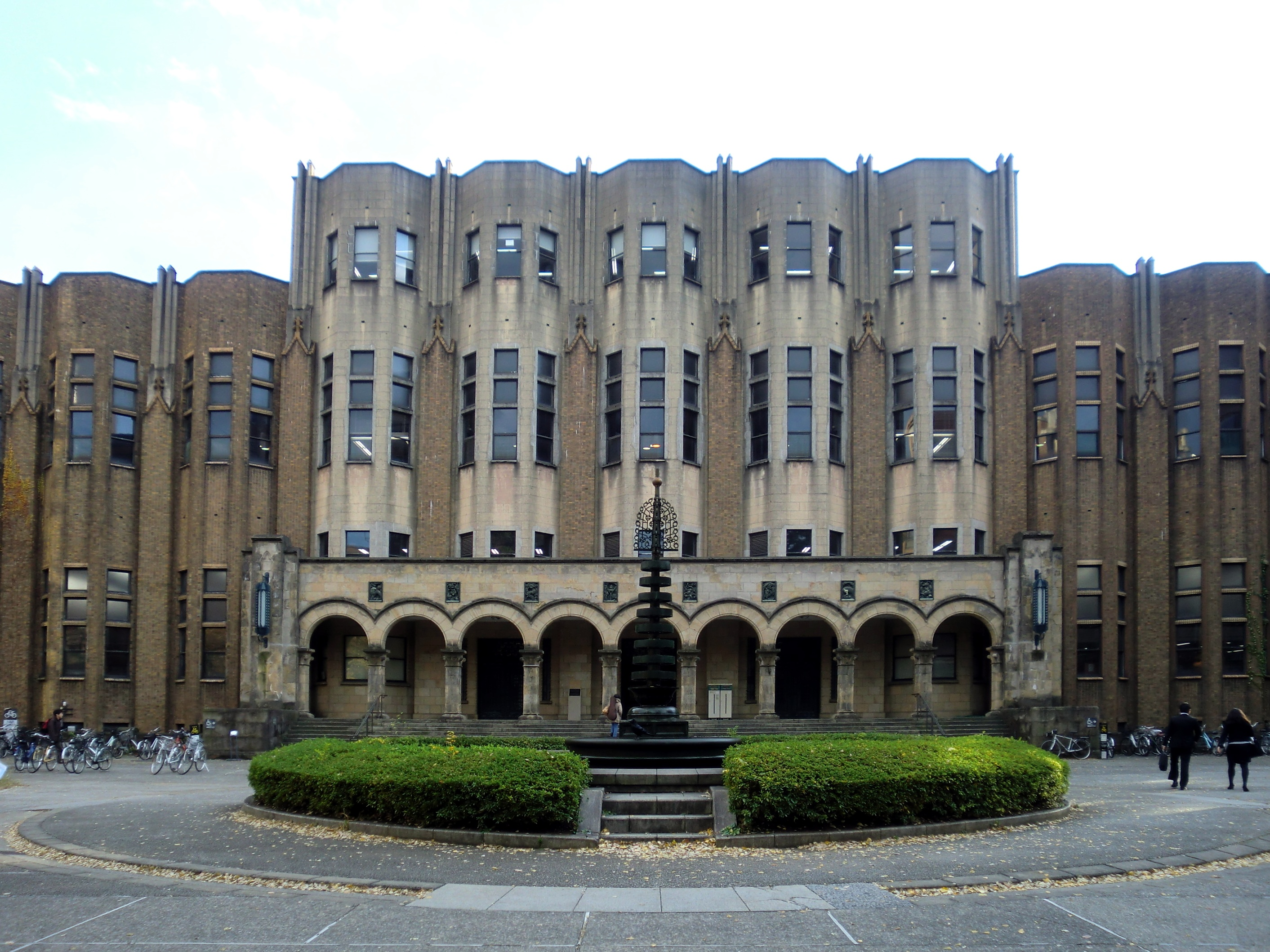
平成末に耐震改修工事が着手される前の総合図書館の姿

岸本館長下の改修以降、総合図書館では大きな改修は行われてこなかったが、1981年（昭和56年）に館長に就任した裏田武夫の下で、1983年（昭和58年）から再び全面的な改修が行われることになった。改修の要となったのは、開架図書の充実である。岸本館長時代に3階閲覧室に新設されていた開架閲覧室は、身分証を預けて利用する仕組みであり、実質的には安全開架式というべきものであった。しかもその冊数も4万冊程度であり、比較的充実した公共図書館や学内の生協書籍部では10万冊程度が並べられていることと比較すれば、十分とは言い難い状況であった。裏田館長は開架閲覧室の運用を改めて手続きなく書架を利用できるように運用を変更することとした上で、3階開架閲覧室における書架の追加、3階ホールへの書架設置、4階の開架閲覧室への変更などによって、利用性と収容冊数両方の向上を図る方針を決めた。またその他にも入り口の自動ドア化、不正帯出防止のためのブックディテクションシステムの導入、雑誌閲覧室の強化拡充、職員厚生施設の整備、電動集密書架の導入など、さまざまな改善が行われることとなった。改修工事は後任の山﨑弘郎館長にも引き継がれ、4期に分けて行われた。また、改修と同時並行で従来から構想されていた業務の電算化が実施されることとなり、1986年1月には総合図書館に日立製の大型コンピュータHITAC M-260Dが搬入され、3月3日からは目録サービス等の一部サービスを開始した。5月には開架図書の貸出が電算化され、7月にはオンライン目録OPACによる蔵書の検索サービスが開始された。一連の改修は1987年（昭和62年）3月までに概ね終了した。

### 新図書館の建設と耐震改修
総合図書館は昭和3年の創建以来、主なものとしては岸本館長と裏田館長時代に2回の大きな改修を行っていて、いずれも収容冊数の増加が図られてきたが、抜本的な解決とはなっていなかった。文学部等の本郷キャンパス内の文系諸学部に置かれた図書室も逼迫していて、書庫増設の要求が上がり続けていた。また、大学図書館に求められる機能もデジタル化の進展、学習機能への要求などに伴って変化が生じていたことから、これらの課題に対応する新たな図書館が求められていた。しかし本館は築90年を経過しているため、多くの既存不適格が存在していて、増築などによる抜本的な改善を行うためには現行の法制度に適合させる必要があることから、歴史的建築における空間を大きく改変しなければならない。ただ増築以外の選択肢を検討するにも、本郷キャンパス内は建て詰まりが著しく、建物を新設できる場所はほとんど存在しなかった。
その中で図書館前広場は、総合図書館に隣接して残された最後の大きなオープンスペースとなっていた。広場の東西に立地する法学部4号館、文学部3号館は地下に図書室を設けているため、これらの図書室との接続を図る上でも、図書館前広場の地下というのは好適な場所であった。地上におけるオープンスペースの確保と図書館の増築を両立するために、新館は図書館前広場の地下に建設することとされた。新館の地下1階には従来の図書館とは異なって活発な議論を行うことができる空間としてライブラリープラザが設けられることとなり、地下2階から4階にかけては300万冊の書籍を保管できる自動化書庫を設置することとなった。また、新館と合わせて本館も耐震改修、機能の改良を図ることとし、これらの計画は「新図書館構想」（具現化に伴いのちに「新図書館計画」）と呼ばれて検討が行われた。
着工前、2013年9月から2014年にかけて図書館前広場の埋蔵文化財調査が行われた。その結果、近代の遺跡としては関東大震災で焼失した旧図書館建物の基礎や、震災に伴う火災による灰と焦土、近世の遺跡としては一帯が溶姫御殿として使用されていた頃の排水溝石組みや井戸、便所などの遺構、その他縄文時代の小ピットや土器片、旧石器時代の石器などが出土した。これらの遺跡のうち、旧図書館基礎と溶姫御殿水路石組みについては、空間の歴史的重層性を象徴する存在として広場のデザインに取り込まれることとなり、前者はその形を活かしてベンチとなり、後者はスライスされて元の位置の地面に埋め込まれた。
新館の建物は2014年（平成26年）12月11日に起工式を行い、翌年4月から本格的な工事を開始、2017年（平成29年）4月下旬には竣工、同年8月には自動書庫の整備も完了した。7月からは本館の改修工事によって不足する閲覧スペースの代替に、学習スペースとして利用に供されることとなった。本館工事の進捗に伴って、2018年（平成30年）10月22日には、当初計画されていた通りの会話ができる学習空間として、ライブラリープラザはリニューアルオープンした。
本館は、当初別館が完成して蔵書を地下書庫に移した後に耐震改修工事を行う予定であったものの、別館建設中の2015年度に図書館西翼を含む図書館団地II期工事の予算が通ったために、予定を前倒しして別館建設と同時並行で工事が進められることとなった。2015年度から2016年度にかけてII期工事（西翼）、2016年度から2017年度にかけてIII-1期工事（北西部）、2017年度にはさらにIII-2期工事（中央部）、2018年度にはIII-3期工事（書庫）、2019年度から2020年度にかけてはIV期工事（東翼）が行われた。一連の工事は2020年（令和2年）に完了し、11月26日にはグランドオープンの式典が行われた。この工事においては、内部の各室のうち特に歴史性の高い空間（1階記念室、大階段、3階ホール、3階閲覧室）は歴史的価値を尊重することとし、シャンデリアの意匠や吹き抜けの再開口など、創建時の形態への復元も行われた。また、従来第二開架閲覧室として用いられていた4階には、アジア研究図書館が入ることとなり、アジア研究に資する学術資料や蔵書が集められることとなったほか、連携研究機構ヒューマニティーズセンターとU-Parl（アジア研究図書館上廣倫理財団寄付研究部）の二つの研究機関が置かれ、本館2階にはグループで利用ができる個室型のプロジェクトボックスが設置されるなど、新たな設備が追加された。

## 年表
- 1868年（明治元年）
  - 9月12日 明治新政府によって開成所が開成学校と改称される。
- 1870年（明治2年）
  - 12月14日 開成学校が大学南校となる。
- 1876年（明治9年）
  - 東京開成学校の諸規則に「圖書室」の章が設けられる。
  - 9月22日 構内に東京書籍館の分館として法律書庫が設置される。
- 1877年（明治10年）
  - 3月 東京書籍館閉館により、法律書庫の一般利用が停止される。
  - 4月12日 東京開成学校と東京医学校が統合されて東京大学（旧）となる。
  - 10月 一ツ橋の法理文3学部校地に新たな図書館が設けられる。
- 1886年（明治19年）
  - 3月1日 帝国大学令が公布され、東京大学（旧）は帝国大学となる。
  - 10月14日 帝国大学図書館規則が制定される。
- 1890年（明治23年）
  - 帝国大学が東京帝国大学と改称される。
  - 図書館新館の建設工事が開始される。
- 1892年（明治25年）
  - 新たな図書館が竣工する。
- 1893年（明治26年）
  - 5月8日 図書館本館事務室が新たな建物に移される。
  - 7月1日 図書の移動が始められる。5日までに完了し、図書館として利用されていた法文学部建物の1室は引き払われる。
- 1918年（大正7年）
  - 11月1日 「東京帝国大学附属図書館規則」が実情に合わせて大きく改められ、新規則が実施される。
- 1923年（大正11年）
  - 9月1日 関東大震災が発生。医学部薬化学教室で発生した火災が広がり、図書館は多くの蔵書とともに焼失。
  - 9月17日 国際連盟で東京帝国大学図書館の復興援助が決議。
  - 9月下旬 図書収蔵のために理学部物理教室、化学教室が利用される。
  - 11月1日　仮事務室が耳鼻咽喉科研究室地階に置かれる（のちの附属病院南研究棟）。
  - 12月 仮事務室内に定員20名の閲覧室が開設される。
- 1924年（大正13年）
  - 1月上旬 150席の仮閲覧室が建設される。
- 1925年（大正14年）
  - 12月28日 軸部、外装工事に関して大林組と契約が結ばれる。
- 1926年（大正15年）
  - 1月28日 地鎮祭が行われる。
  - 5月 鉄骨工事に着手する。
  - 9月 骨組みが完成する。
- 1927年（昭和2年）
  - 9月 軸部コンクリート打設工事が終了し、外装のタイル張りが始められる。
- 1928年（昭和3年）
  - 12月1日 午後2時より、新聞雑誌閲覧室（現在は事務スペース）で落成式が行われる。続く2-4日も学内外から賓客を招待し、式典が行われる。
  - 12月10日 図書の貸出が開始される。
- 1929年（昭和4年）
  - 4月 指定書制度を実施。
  - 11月 ロックフェラー・ジュニアが来訪する。
- 1941年（昭和16年）
  - 10月10日 記念室の一角に設置された戦没者記念室で支那事変戦没者慰霊祭が執り行われる[66]。
- 1943年（昭和18年）
  - 10月20日 戦没者記念室で第2回の慰霊祭が執り行われる[66]。
- 1944年（昭和19年）
  - 8月 図書の疎開が行われる。疎開先は山梨県西八代郡市川大門町、旧青洲文庫土蔵。
- 1945年（昭和20年）
  - 10月26日 山梨県旧青洲文庫土蔵に疎開されていた図書が図書館に戻されることとなり、この日に現地を発送する[22]。
- 1953年（昭和28年）
  - 4月 西北隅の自由閲覧室が参考図書閲覧室となる。
  - 10月 東翼に図書館学資料室が設けられる。
- 1960年（昭和35年）
  - 6月 ロックフェラー財団が東大図書館改善のための調査費等の寄附を決定する。
  - 7月 岸本英夫館長が渡米し、米国の大学図書館を視察する。9月末帰国。
  - 10月6日 第1回全学図書館連絡集会開催
- 1961年（昭和36年）
  - 1月下旬 第1次改善計画案が作成される。
  - 2月7日 改善計画の助言のためキーズ・D・メトカフが来日する。14日帰米。
  - 3月15日 キーズ・D・メトカフが再び来日。30日帰米。滞在中に2回の講演会が開かれる。
  - 5月 改善計画最終案が完成。翌月27日評議会において承認。
  - 9月 ロックフェラー財団が改善のための援助を決定。総額8,460万円、初年度は1,296万円分。
  - 10月 改善に際して国費640万円の支出が決定。
  - 11月15日 全学総合目録作成作業開始。
- 1962年（昭和37年）
  - 1月 1962年度政府予算案に改善予算が組み込まれる。
  - 2月1日 3階一般閲覧室が開架閲覧室（340席）となる。閲覧席の一部が撤去され、指定書や一般書を開架式で配置する。
  - 2月5日 部局図書室目録カードの撮影が開始される。
  - 4月 中央図書館の機構改革が決定し、3課16掛に。
  - 6月4日 大学院学生向けにキャレル（個室閲覧席）125席が開設された。
  - 9月10日 改装工事（第1期）が開始される。工事範囲は地階、4階、5階。
  - 10月1日 岸本館長がプリンストン大学に招聘されて渡米し、この間に米国における図書館協力の現状を視察。ロックフェラー財団などへの改善の現状報告も行う。
- 1963年（昭和38年）
  - 5月1日 工事の進捗に伴い、1階西側元新聞雑誌閲覧室に新参考室、東側には日刊新聞閲覧室、雑誌閲覧室が開室。新参考室内に新設された2階は、隣の元判例室とともに学生閲覧室となる。ほか1階には出納台や複写掛などが移設された[67]。
  - 5月4日 工事開始以来閉鎖されていた正面玄関が再開される。茅総長や学生・職員などが茶話会を開く[68]。
  - 9月17日 東京大学附属図書館基本規則案、図書行政商議会規定改正案、附属図書館長選考内規案の3案が評議会で承認を得た。従来は通称として「中央図書館」と呼ばれていたが、この基本規則に基づいて「総合図書館」に呼称が改められることとなった。一方「附属図書館」の呼称は、学内の図書館・図書室の総称となった。
  - 11月9日 図書館前広場で附属図書館改善記念式典が開かれる。図書館関係者、学内関係者、文部省関係官などが招待された。
- 1964年（昭和39年）
  - 2月6日 館長として図書館改善を推し進めた岸本英夫の葬儀（附属図書館葬）が超宗教で行われる。
  - 2月13日 教官用閲覧個席室の使用を開始。21日には同個室も使用開始[69]。
  - 3月 全学総合目録の編成が終了する。
  - 8月14日 エレベーター2基の使用が開始される。
- 1965年（昭和40年）
  - 4月1日 複写センターが開設される。複写代金払込の手続きを簡素化し、製品渡しまでの期日を短縮した[70]。
  - 5月10日 5階にビュッフェが開設される。約100席、11時から19時までの営業[71]。
- 1966年（昭和41年）
- 1967年（昭和42年）
  - 5月 文献複写業務を開始。
  - 7月 東京大学が国連寄託図書館に指定される[72]。
- 1968年（昭和43年）
  - 1月 前年7月の指定に基づき、東翼1階に国連資料室が開設される[72]。
  - 参考室にマイクロカードリーダーを設置[73]。
  - 11月22日 全共闘系の学生らによって封鎖される。「全学封鎖闘争」の一環。
- 1969年（昭和44年）
  - 1月11日 封鎖が解除される。
  - 2月5日 封鎖解除後の復旧が概ね終了し、2か月ぶりに開館する。ただし雑誌整理業務の停滞のため、雑誌閲覧室は1週間遅れて再開室された。また同時期に行われていた天井改修工事のため、3階開架閲覧室は2月10日過ぎまで利用停止が続いた[48]。
  - 4月 サッシのアルミサッシへの取り換え、書庫照明、床の張替え、暖房改修、消火設備設置などの改修が完了する[74]。
  - 5月30日 武装した全共闘の学生らが五月祭で襲撃を行う。総合図書館は窓ガラスを割られる被害を受けた。
- 1970年（昭和45年）
  - 7月14日 評議会で、大講堂のうち居住性の悪い1、2階部分を暫定的な保存書庫とし、総合図書館保存書庫から資料を移動することが決定される[75][76]。
  - 9月 視聴覚資料利用のためのオーディオ・ルームを暫定的に供用開始。同室での視聴は紛争前から始められていた[77][78]。
- 1973年（昭和48年）
  - 6月16日 図書館学資料室が参考室中2階から、西翼4階旧演習室に移される。岸本改善以前の場所に戻った形となる[79]。
- 1978年（昭和53年）
  - 12月1日 1階自由閲覧室（旧記念室）で図書館再建50年記念式典が行われる。列席者には記念パンフレット「図書館再建50年」が配布される。この日から9日まで、関連した記念展示会も行われた[80]。
- 1980年（昭和55年）
  - 4月7日 雑誌閲覧室（本館東翼）が改装される。収容能力の向上、全面開架式への変更などの改善が行われた[81]。
- 1981年（昭和56年）
  - 1月17日 エドマンド・ブランデンのレリーフが寄贈され、午後2時から除幕式が行われる[82]。
- 1982年（昭和57年）
  - 裏田館長による「東京大学総合図書館改善計画試案」が公表される。
- 1983年（昭和58年）
  - 7月 「東京大学総合図書館改善計画試案」の修正補足版が公表される。
  - 12月 改修第1期工事開始。正面玄関の自動ドア化、照明の改善、自動入退館装置新設、1階サービスカウンター新設など。工期は翌年6月まで[50]。
- 1984年（昭和59年）
  - 2月27日 館内改修工事に伴い、正面の入口が封鎖される。西側玄関が臨時の出入口となる。受付等のカウンターは3階ホール南側に移動[83]。
  - 7月10日 前月末に第1期改修工事が完了し、1階サービスカウンター等が使用開始される[84]。
  - 10月 改修第2期工事開始。西側エレベーター更新、研修室新設や書庫内の改修、参考室や雑誌閲覧室、マイクロ資料室、国連資料室の整備など。工期は翌3月まで[50]
  - 12月17日 駒場の教養学部図書館との間で、高速ファクシミリによる文献複写物、事務文書の送受信を開始[85]
- 1985年（昭和60年）
  - 1月ごろ 実物大のロゼッタストーンのレプリカが玄関入口右手に設置される。原資料を所蔵する大英博物館による製作[86]。
  - 4月ごろ 参考室の改修が完了する。内装等が整備されたほか、スペースが拡張された[87]。
  - 10月 改修第3期工事開始。計算機室新設、文学部視聴覚教育センターの5階への移転など。工期は翌3月まで[50]。
- 1986年（昭和61年）
  - 1月31日 図書館中央システムで運用される日立製大型コンピュータHITAC M-260D装置一式が導入される。準備期間を経て、3月から順次サービスを開始[56]。
  - 5月12日 開架資料の貸し出しが電算化される。これに合わせて従来の開架貸出票に代わり、教養学部図書館と共通の利用証が発行されることとなった。開架資料にはハンドスキャナで読み取り可能な資料IDラベルが貼られるようになった[57]。
  - 7月1日 オンライン目録OPACのサービス提供が開始される[58]。4日には電算化されたシステムの披露会が開かれた[88]。
  - 9月 改修第4期工事開始。3階開架閲覧室・ホール整備、4回開架閲覧室の新設、書庫内エレベータ更新など。工期は翌3月まで[50]。
  - NACSIS-CATによる目録業務が開始される[89]。
- 1987年（昭和62年）
  - 3月 1983年度より行われてきた改修工事が終了（4階は除く）。一連の改修により、開架閲覧室の増設や参考室の整備、電算化への対応などが果たされた[59]。
  - 洋図書の総合目録遡及入力が始められる。
- 1990年（平成2年）
  - CD-ROM検索サービス開始
- 1996年（平成8年）
  - 5月7日 東翼北側の閲覧室を改修し、コンセントを設けた閲覧座席や教育用計算機システム端末（ワークステーション・パソコン）を設置。情報機器利用スペース「メディアプラザ」として開設される[90]。
- 1997年（平成9年）
  - 1月 本郷、駒場キャンパス間で資料配送のサービスを試験的に開始[91]。
  - 8月 3階ホールで館史資料の常設展示を開始。蔵書印や震災関連資料などが展示される[92]。
- 2000年（平成12年）
  - 10月 カウンターが改編され、1階の資料サービスカウンターと情報サービスカウンター、3階の国際資料室カウンターの3カウンターとなる。3階に設置されていた開架閲覧カウンターは廃止される[93]。
- 2001年（平成13年）
  - 開架図書の分類変更が着手される。従来は独自の分類を用いていたが、洋書は国際十進分類法、和書は日本十進分類法新訂9版に改められることとなった。分類変更は洋書が先行して行われ、順次開架和書、参考図書と続いた[94][95]。
- 2002年（平成14年）
  - 3月 自動貸出機が開始され、バーコードカードによる自動貸出が可能となる[96]。
  - 6月28日 分類変更作業に伴い、開架和図書の貸出が停止される。翌月22日からは閲覧も停止され、9月2日までは利用不可となった[97]。
- 2004年（平成16年）
  - 附属図書館基本規則が改正された。岸本館長時代以来標榜されていた「連絡調整された分散主義」の運営原則が、「共働する一つのシステム」に転換された[98]。
- 2005年（平成17年）
  - 附属図書館研究開発室に「総合図書館整備計画研究プロジェクト」が設けられ、図書館再整備の検討が開始される[99]。
- 2008年（平成20年）
  - 総合図書館の大規模改修に向け、館内にプロジェクトチームが設置された[100]。
- 2009年（平成21年）
  - 12月22日 戦時中の金属供出で取り外されていた正面玄関ポーチ外灯が復元され、披露および点灯式が執り行われた。復元募金、東京大学基金によって資金を調達[101]。
- 2010年（平成22年）
  - 9月 新図書館構想検討準備部会が発足した[102]。
- 2012年（平成24年）
  - 6月11日 新図書館の建設工事に先駆けて、図書館前広場の2本のクスノキの移植が開始される。29日までに医学部前広場への移植を完了した[103]。
- 2013年（平成25年）
  - 9月10日 図書館前広場の埋蔵文化財調査が開始された[104]。
  - 9月26日 正面玄関が閉鎖される。翌月1日には東側に仮入口が設けられてサービスが再開。東側の和雑誌閲覧室がカウンターや事務室に改修された[104]。
- 2014年（平成26年）
  - 7月 図書館共同利用棟（工事中における図書館事務部の仮移転のためのプレハブ）の設置工事が開始される[105]。
  - 12月11日 「アカデミックコモンズ（仮称）」新営工事の起工式が行われる[105]。
  - 図書館前広場では新館建設の準備工事が行われる[105]。
- 2015年（平成27年）
  - 2月 事務部門が図書館共同利用棟への移転を完了する[105]。
  - 4月 本館耐震改修工事II期工事が開始される。新館の地下工事も本格化[106]。
- 2016年（平成28年）
  - 10月 本館耐震改修III-1期工事が開始される[107]。
  - 11月22日 総合図書館が来年度1年間工事の為閉館するとの方針を掲示する。25日には有志の学生によって「閉館に反対する学生の会」が結成され、署名が集められる。まもなく総合図書館からは、図書館サービスが完全に停止するわけではないとする通知が出される[108]。
- 2017年（平成29年）
  - 5月 別館ライブラリープラザが竣工する[62]。
  - 7月 本館改修工事に伴う代替閲覧スペースとして、別館が供用開始[62]。
- 2018年（平成30年）
  - 3月 本館耐震改修III-1、2期工事が完了する[63]。
  - 5月22日 工事の進捗に伴い、正面玄関が4年ぶりに再開される[63]。
  - 10月 本館耐震改修III-3期工事が開始される。対象範囲は書庫1-6階[63]。
  - 10月2日 別館が会話可能な学習空間としての位置づけでリニューアルオープンされる[63]。
- 2019年（平成31年）
  - 3月 本館耐震改修III-3期工事が完了。本館中央部分書庫と書庫前スペースが整備された[109]。
- 2020年（令和2年）
  - 1月 本館耐震改修IV期工事が開始される。対象範囲は東翼[109]。
  - 11月26日 一連の総合図書館改修工事が概ね終了し、グランドオープン。プロジェクトボックス（個室）やラウンジなどが新たにオープンした[64]。

※年表記載中の事項について、特記なきは以下の資料における年表を参考としている。
- 岸本英夫「東京大学附属図書館改善経過日程」『東京大学附属図書館改善計画の趣意とその経過』1963年、4-9頁（1960年から1963年まで）
- 「東京大学附属図書館の歩み：1961～1971―その主な出来事―」『図書館の窓』10(11)、1971年11月、111-113頁（1960年から1971年まで）
- 「東京大学附属図書館略年表 昭和52年3月現在」『図書館の窓』16(4,5)、1977年5月、75-78頁
- 東京大学附属図書館所蔵資料展示委員会編 (2013)「総合図書館今昔物語：時代と共に」（展示会配布資料）（1875年から2011年まで）

## 現在の建物

### 本館

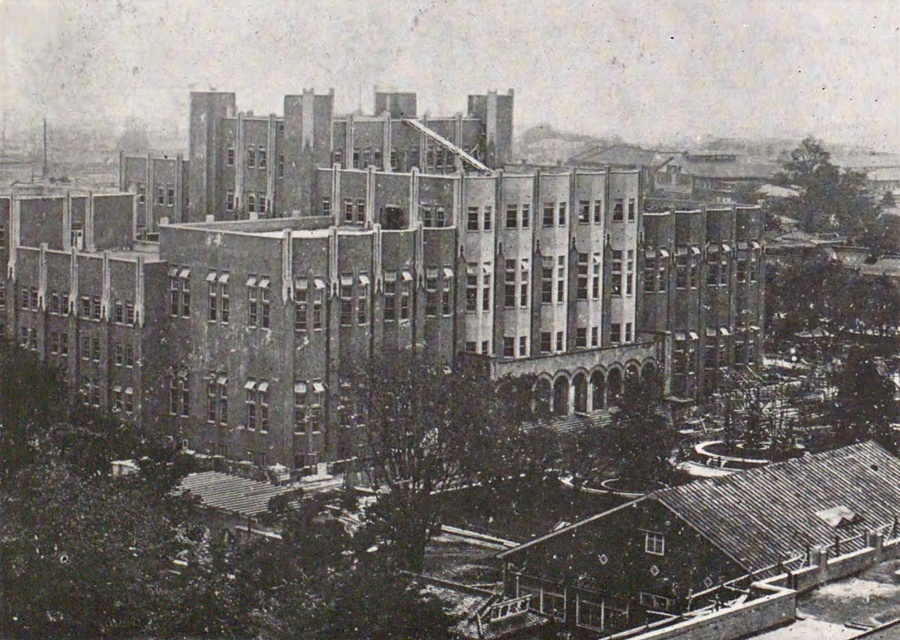
再建された東京帝大図書館

本館は、1925年（大正14年）7月1日に着工し、1928年（昭和3年）11月10日に竣工、同12月1日に開館した。鉄骨鉄筋コンクリート造で、正面に向かって左右の両翼は地上3階、中央部は地上4階、また一部地上5階、書庫部は地上6階建てで、地下1階を備える。
竣工時は附属図書館と呼ばれ、のちには中央図書館とも呼ばれていたが、1973年（昭和38年）の「東京大学附属図書館基本規則」制定によって現在見られるように「総合図書館」と呼ばれるようになった。後述の新館が建設されてからは、従来からあるこの建物を「本館」と呼ぶようになっている。本記事でも、基本的には「本館」と呼ぶ。
1923年（大正12年）の関東大震災以前には、現在の本館がある付近に木骨煉瓦造の図書館があったものの、震災に伴って本郷キャンパス構内で発生した火災が延焼し、この図書館は75万冊もの資料とともに焼失した。再建にあたっては、ジョン・ロックフェラー2世から400万円の寄付の申し出があり、これを基にして新たな図書館が建設されることとなった。この寄付はロックフェラー財団ではなく、ロックフェラー2世のポケットマネーとして支出されたものであり、寄付金の用途（図書購入に使用するか、図書館新築費用に充てるか、など）やその他利用に関する諸問題は全て資金管理委員会に一任され、一切の条件を付けなかった。この申し出を受けて、委員長に古在由直（当時の総長）、設計部長に内田祥三、委員には姉崎正治（再建後には館長に就任）、山田三良（当時の法学部長）が加わって図書館建築委員会が結成され、内田祥三が主宰していた東京帝国大学営繕課の技師や、工学部建築教室の若手教官らが多く建築に携わった。
場所の選定にあたって、当初は正門から大講堂へ抜ける通りに面して、陳列館（工学部列品室）の向かい（現在の法学部3号館がある位置）に設置することが考えられていた。これは、当時の学内で教授らが収集してきたあらゆる貴重なコレクションが、十分に整理されない状態で廊下等に置かれていた状態を見た内田が、ミュージアムの必要性を痛切に認識し、自然科学系のミュージアム、文科的方面の図書館を正対させて配置する構想を持っていたためである。しかしこの構想は法学部からの強い反対により断念され、震災で焼失した旧図書館とほぼ同じ位置に建てられることとなった。
設計にあたっては、内田の弟子ら10人によって内輪のコンクールが行われた。日本建築学会が発行している『建築雑誌』の通巻471号（1925年1月）には「東京帝國大学圖書館建築圖案」として、内田によって画かれた平面案のほか、長谷部鋭吉、堀口捨巳、岸田日出刀、野田俊彦、渡邊仁、吉田鐵郎の6人による外観デザインの草案が掲載されており、これが先のコンクールで出された案に当たるものと思われる。このコンペで一等をとったのは、図書館建築委員に建築部嘱託技師として名を連ねていた岸田の案であった。当時の岸田は表現派の流行、特にメンデルゾーンの影響を強く受けていたため、装飾を廃して水平を強調したデザインとして仕上がっていた（現存する建物としては南研究棟などに類似している）。しかし設計部長である内田はメンデルゾーンを好まなかったことから、このコンペで出された岸田案は採用されることがなく、結局は内田が自身で1/200の設計図を描き、現在の建物の基本案としている。
そのため、現在の本館の外観は、周囲の法文2号館や法学部3号館などと調和したものとなった。他の多くの内田祥三による建築と同様、本館は左右対称の造りとなっている。蔵書が増加した場合には、書庫を奥の方に拡張することが考えられていたが、実際には戦後に総合学環、教育学部などに当たる建物が建てられることとなり、現在ではこれらの区画が「図書館団地」と総称されるようになっている。設計にあたってコンペが行われたことは先述の通りであるが、基本設計を担当することとなった内田祥三と、初代館長となった姉崎正治との間でも論争が生じていた。立場としては、内田がキャンパス復興計画全体との整合性と図書館建物の完結性を主張し、一方の姉崎は図書館機能に沿った建築を主張していた。残された内田による1/200図面では、1、2階の階高が低いものと高いもの（実施案に近いもの）の2案が存在していたことが分かる。階高を高くした場合は大階段の長さが伸び、館内において階段が占める面積も大きくなるため、より多くの床面積を有効に活用するためには階高が低い方が良い。しかしながら、結局は内田が自案を押し切り、現在見るように1、2階の階高は高い形で実現された。
建築の細部にはゴシック様式の意匠が取り入れられ、外装には茶褐色のスクラッチタイルが用いられることで、意匠的にはいわゆる典型的な内田ゴシックの様相を示す建物として完成している。正面のファサードは、バットレス風の付柱やスクラッチタイルの外装など、基本的な造作は内田ゴシックの基本形に沿ったものとなっているが、各付柱に挟まれた壁面が三面に折られて出窓状（台形状）にせり出している点は、他の内田ゴシックには見られない特徴的な形態となっていて、しばしば書架に並べられた本の背のようであると評されるものである。この内正面中央部の壁面は、スクラッチタイル張りではなく、人造大理石塗りとなっている。当初はポーチ部分と同じく日出石を張ることになっていたが、地震の際における安全性を考慮して、構造上より適切である人造石塗りとしたものである。ただ完成すると思いの外面積が広く、色が薄かったため、内田は石を張った方がよかったと顧みている。
なお、岸田はコンペで一等を取った自案が建築として実現されることはなかったものの、図書館建築の施設、設備を調査するための海外出張を行っていて、この調査の結果は設計に反映されたという。ほかにも、電気設備に関しては大山松次郎、暖房・機械設備では丹羽重光、造園では田村剛の助言を得ている。また、工事にあたっては、主な相手として以下の各社と請負契約を行った。
- 大林組（建物軸部外装・一部内装）、建材社（暖房）、三機工業株式会社（給水装置工事）、西山商会（電灯工事）、日本ヱレヴェーター株式会社（エレベーター設備）、三菱商事株式会社（書庫内アートメタル製書架）、浅野物産株式会社（床材など）、三丸組（外部舗装）、旭日家具装飾株式会社・日本楽器製造株式会社・高島屋呉服店・三井物産株式会社（家具・敷物）、矢橋商店・木村商店（大理石）

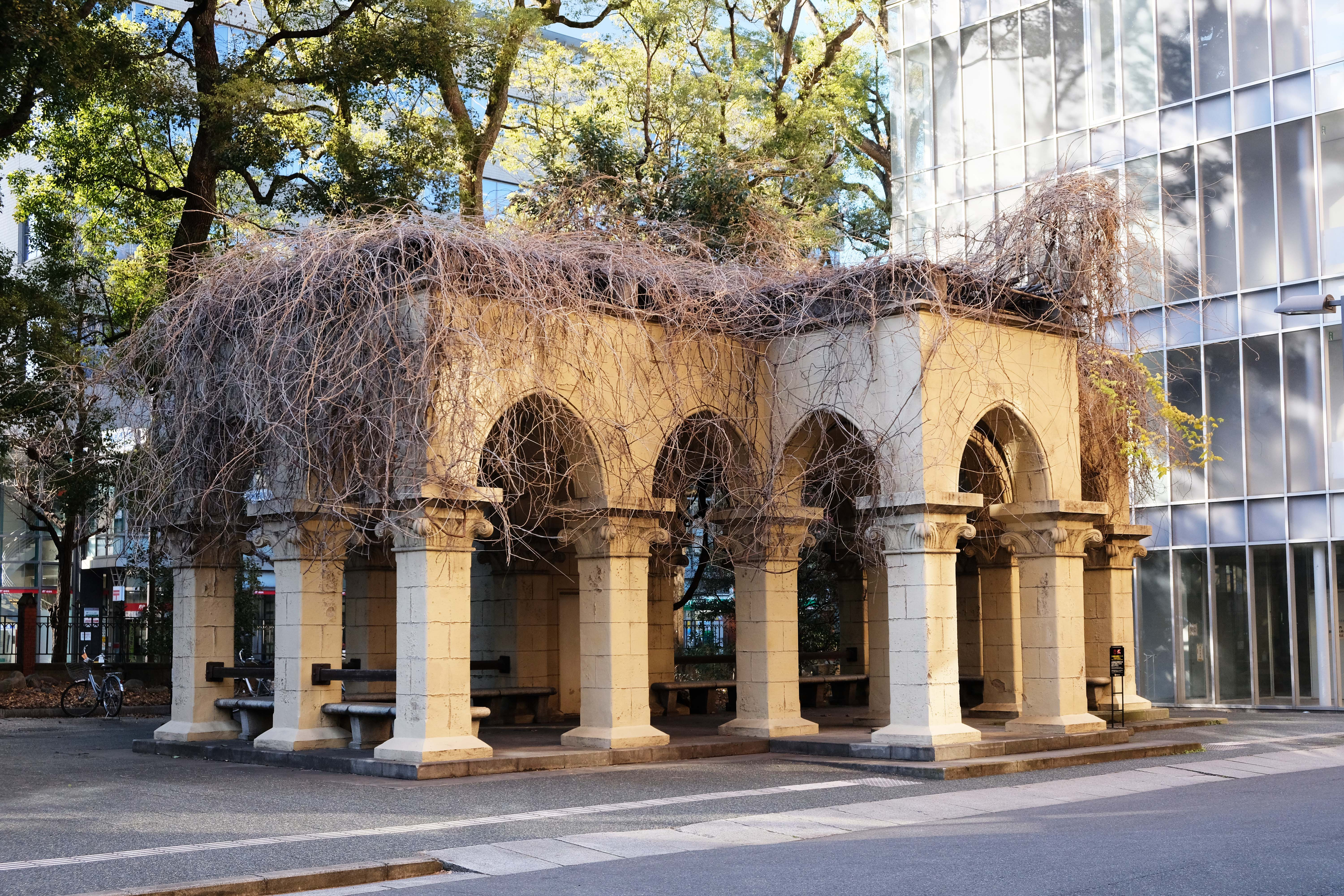
図書館建設費用で造られた広場脇のパビリオン。東西に造られたが東側のみ現存。

図書館建設の予算では前庭の整備も行われ、広場にはピンコロの花崗石が青海波状に並べられた石畳が敷かれた（改修によって失われている、同様のものは大講堂前などに現存する）ほか、噴水やパビリオンなども設けられた。噴水は岸田日出刀がデザインしたもので、五重塔の頂部に当たる九輪（薬師寺などのもの）を参考にした日本風のものになっている。パビリオンは広場の左右に設けられたが、三四郎池に面する東側のものは文学部3号館建設時に解体された。西側のものは現存し、上部には藤が茂っている。現存する西側のパビリオンには井戸が設けられていて、ここから汲み上げられた水が地下水槽に貯水され、非常時に外部水道に依らず水を使用できるように工夫されていた。平時には図書館内の空気清浄に使われて、その排水は三四郎池の一角に設けられた滝から流される仕組みになっていた。
建物正面のポーチは半円アーチが9つ並んだものであり、医学部本館などに類似したものとなっているが、アーチ間各柱の上部に8枚のレリーフが設置されているのは他の建物で見られない特徴である。これらのレリーフは新海竹蔵によって造られたものであるが、竣工式が行われた1928年12月ごろの写真には写っていない。竣工から約2年後、1930年の暑中休暇中に足場をかけて取り付けたものだという。最も内田による図面では、このレリーフの外形に相当する長方形が描かれていることからも分かるように、設計時点でレリーフの設置は設計時点で予定されていたものである。内田本人から新海竹蔵に対しては玄（獅子）、和（藤の枝）、生（若芽）、慈（母子もしくは蓮）、實（燈明）、義（天秤）、序（砂時計）、力（砂）のテーマが提示され、レリーフの製作が依頼された。ただ、新海が彫刻の題材として人工物よりも自然物を好んでいたことから、一部は半ばこじつけによってモチーフの変更が提案された。たとえば「實」は植物の実として捉え、苺の実とすることが提案され、内田と岸田は概ね了承していたが、姉崎が強く反発したため却下された。実現したレリーフは、現在の並びに沿って右から順に、玄（龍）、慈（羊）、和（藤）、生（若芽と小鳥）、實（燈明）、義（常緑樹で霜雪にも耐えることになぞらえ、松）、序（苺、経緯不明）、力（獅子）となっている。これらのレリーフのうち2枚、義と慈については、1930年の再興第17回院展に出展されている。
館内は記念性を持たせることを念頭に設計され、入口正面の大階段や記念室はその象徴となっているほか、他の室にも彫刻作品等が多く配されるなど、豪華な造りとなっている。内田は図書館の設計について、「気風というような一種の記念性を持っているものだから、これがロックフェラーが寄付したんだと説明する場合にも相当堂々たるものであることがいいだろう」との考えのもとに、「階段室、廣間、記念室、一般閲覧室には可なりの費用を投ずる」こととしたと話す。その他の室は堅実質素を旨として造ったものの、設備に関しては惜しむことなく費用を投じ、最新式のものを各所に採用している。
創建以降に行われた主要な改修工事としては、岸本館長下に行われた工事、裏田館長による計画の下行われた工事、2010年代に耐震改修、新図書館設置に合わせて行われた工事の3つが挙げられる。これらの改修工事では、館内の全体を改善することを目的として各室の機能が大幅に変更され、それに伴って壁の位置の変更や吹き抜け等の閉塞による増床などの構造的な変更も行われている。なお、2010年代の工事に関しては、建築研究者の野城智也と建築家の川添善行が設計監修を行なった。
館内の主要な各室については、以下で個別に記述する。

#### 大階段
| 正面玄関付近から見た大階段内田祥三が特に記念性を持たせて設計した空間の一つ  |  | 平成末の改修工事で復元された大階段上部の吹き抜け |
| 正面玄関付近から見た大階段 内田祥三が特に記念性を持たせて設計した空間の一つ |  | 平成末の改修工事で復元された大階段上部の吹き抜け |

正面入口を入って目前にあり、1階から3階のホールに通じている。幅はおよそ3間（5メートル強）、大理石が張り詰められている。先述の通り、内田が意識的に記念性を持たせて、多額の費用をかけて設けたものであり、現在の総合図書館を代表する空間となっている。創建当時は大理石の床が顕れていたようであるが、その後階段全幅にわたる赤絨毯が敷かれるようになった。創建当時、大階段上部の4階には吹き抜けが設けられ、階段には自然光が差し込む造りとなっていた。この吹き抜けは岸本館長時代の改装工事で塞がれていたが、近年の改修工事の際に開口部が一部復元され、再び自然光が差し込むようになった。

#### 1階記念室
| 1階北東隅にある記念室 |  | 記念室に飾られている鹿頭の剥製 |
| 1階北東隅にある記念室 |  | 記念室に飾られている鹿頭の剥製 |

1階北東端に位置する。この部屋は2階分の高さがある。壁一面にはチーク材で造られたパネルが張られていて、照明は天井からシャンデリアが下がっている。竣工時は記念室として造られ、東京帝国大学の歴史や図書館復興に関する資料などを展示していた。
戦時中には東京帝国大学出身の戦没者を供養するための戦没者記念室が置かれ、白木の箱に納められた戦没者の肖像写真を安置する祭壇が設置された。1941年と1943年の秋には遺族らを招待して慰霊祭が催された。
岸本館長下の改修工事では、従来記念室として利用されていたこの空間は自由閲覧室とされた。
裏田館長計画の改修工事では、当室は雑誌閲覧室に改められた。これは、当室に接して設けられていた東翼の雑誌閲覧室を拡張して、自由閲覧室として利用されていた当室にも雑誌を配架するようになったものである。南側には新着雑誌を配架する書架が並べられ、西側（正面玄関側）にはパンフレットや機関誌等をおく低書架が設置された。残りの部分は閲覧席が設置され、室名こそ改められたものの、引き続き自由閲覧室としての利用も可能であった。
2015年からの改修工事期間中は、一時期利用者用のECCS端末が設置され、メディアプラザとして利用された。改修工事にあわせて、戦時中に撤去されていたと思われるシャンデリアが復元され、設置された。2020年11月17日には、再び記念室として開室された（通常時は閲覧室として利用可能）。
記念室として造られ、長らく利用されていたことから、多くの文物や館史に関係する資料などがこの室に飾られるようになった。現在展示されているものとしては、以下のようなものがある。
- グヒエーシヴァリー寺院の模型 ネパールのカトマンズ郊外にある寺院の模型で、1967年（昭和42年）、ネパール国の王子ビレンドラ・ビール・ビクラム・シャハが東京大学に留学した際に寄贈したものである。同寺院は、ヒンドゥー教における三大神の一であるシヴァの妃を祀っている[124][132]。
- 図書館模型 関東大震災後の図書館復興に対する寄附の返礼として、図書館完成時にロックフェラー・ジュニア氏に贈られた模型と同じ型で造られた鋳銅性の模型である[133]。なお、竣工式では同じく図書館を模ったインク壺、灰皿が配られているが、この模型よりも一回り小さい[124]。
- 鹿頭剥製 アカシカの頭部の剥製である。台座に付けられたプレートによれば、ウィンザーグレートパーク（英語版）で捕獲されたアカシカで、1913年に英国王ジョージ5世が東京帝国大学に贈ったものであるという。震災以前は大学本部（御殿）の壁に同じものが複数掛けられていて、震災後の火災の中でその中の一つが救出されたものである、との証言がある[124][134]。
- ダゴール肖像 高さ2メートルに及ぶ大きな油絵である。1957年10月8日に、インドの首相ジャワハルラール・ネルーが東京大学を訪問した際、Calcutta Art Societyを通じて寄贈したもの[124]。
- 南葵文庫扁額 関東大震災後、南葵文庫の蔵書が寄贈された際に同時に寄贈されたもの。この扁額の掲示が蔵書寄贈の条件とされたと伝えられる。徳川慶喜による筆[135]。

#### 1階旧新聞雑誌閲覧室
1階北西端、記念室と正対する位置にある。記念室同様、2階分の高さがある室として造られている。1928年12月1日の図書館完成時にあたっての竣工式は、この室で行われた。内部壁面にはチーク材で格子状の装飾が配されている。開館時には製本に出されていない新刊の新聞、雑誌が設置され、一部は自由閲覧、残りは出納式での閲覧ができるようになっていた。岸本館長下の改装によって、2階に当たる高さ（廊下よりはやや低い）に新たな室が設けられ、学生閲覧室として使用が開始された。1階部分は参考室となり、参考図書類が置かれるようになった。参考室1階からは新設された2階学生閲覧室に上がることのできる階段が設けられていた。裏田館長計画の改修では、2階部分は案内上（1階と一体の）参考室と呼ばれることになったが、閲覧席はそのまま存置されていた。2010年代の改修工事では、当室の1階部分は事務室に転用されることとなったため、利用者が立ち入ることはできなくなった。それに伴って1階と2階との間の階段も撤去された。2階部分は工事中の一時期間中開架書架が配置されたが、のちに撤去（移動）されて最終的にはセミナールームとなっている。

#### 2階閲覧室

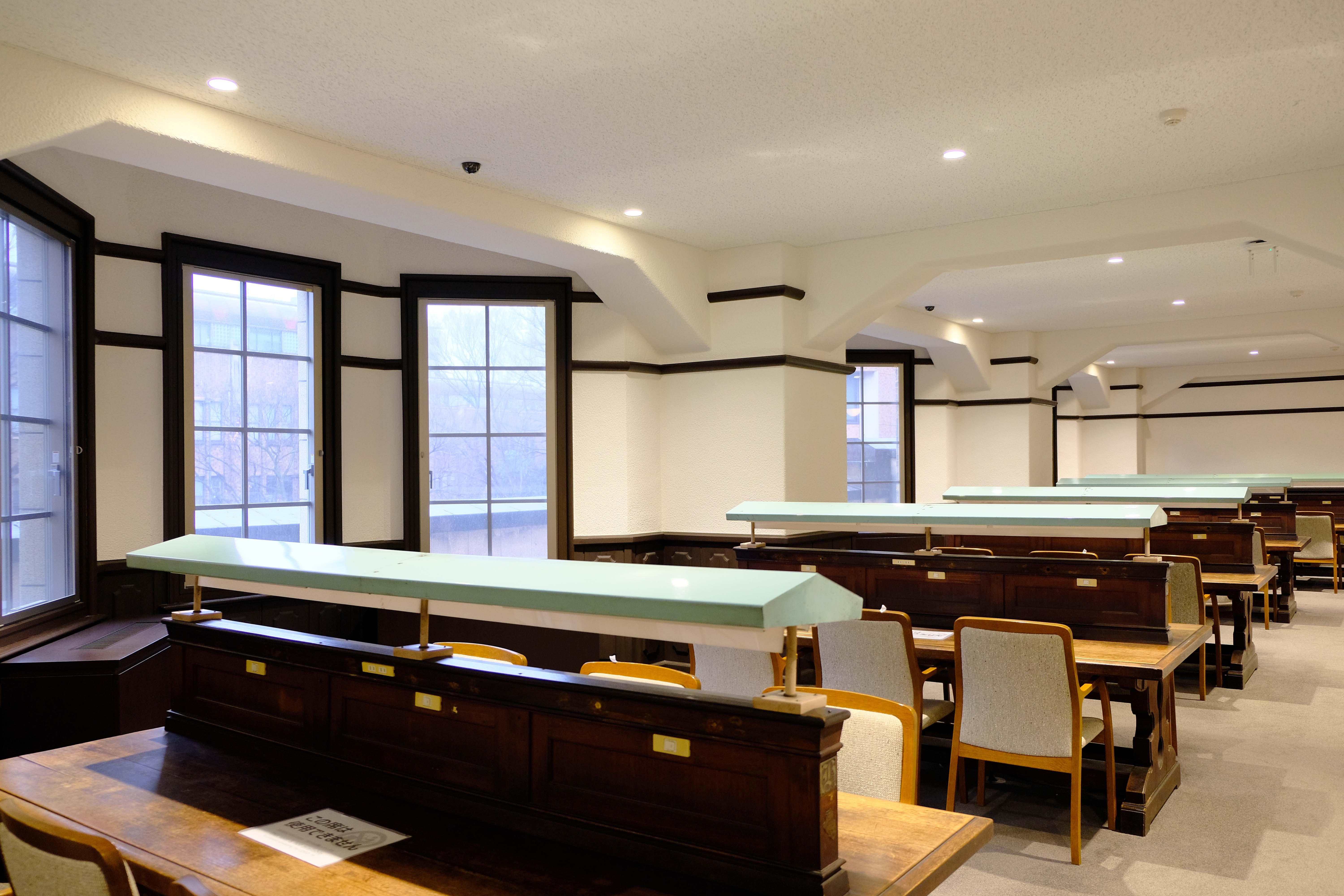
2階北側閲覧室

開館時には陳列室として造られたもので、図書館が所蔵する稀少書等の展示が行われていた。月曜と木曜の週2回、各2時間半程度のみ開かれた。戦後には判例などのコレクションがおかれるようになり、判例室として使われた時期があった。判例はのちに記念室に移されている。岸本館長下の改修工事では、この部屋は学生閲覧室として利用されるようになった。裏田館長が計画した改修でも、ひきつづきこの場所は一般閲覧室として供され、2010年代の改修工事でも用途に変更は生じていない。同室は3階大閲覧室と同様の大机が配置されている。創建時はこの部屋に大机の配置は無かったため、これらの大机は3階閲覧室に開架を設置するために撤去された閲覧席を移設したものであろう。

#### 2階東翼
創建時の東翼1、2階には研究室が設置されていた。これは図書館の蔵書を利用した研究を行う施設として造られたものである。設計した内田は、主として外国人研究者の利用を想定していたという。大学の教員や、学部長の推薦を受けた大学院生、卒業生などが利用することをできた（ただし卒業生を含む学外者は使用料を納める必要があった）。岸本館長下の改修では研究室は廃止されることとなり、2階東翼のうち南側には16室の閲覧個室、中央には談話室や個席室、北側には大学院学生閲覧室が設置された。裏田館長計画の改修では、北側の大学院学生閲覧室は一般閲覧室として利用する一方で、南側の閲覧個室は撤去し、電動の集密書架を配置した漢籍書庫とした上で、開架との間に壁を設けて書庫の一部として利用するようになった。1996年5月には、北側の一般閲覧室に計算機端末が設置され、メディアプラザとして利用に供されるようになった。2010年代の改修工事では、再び書庫とは切り離されて開架エリアと一体で運用されることとなり、北側にはグループ学習が行えるプロジェクトボックス、南側はパソコンを設置するECCSルームとして利用されることとなった。

#### 3階ホール
| 3階ホール |  | エドマンド・ブランデンレリーフ |
| 3階ホール |  | エドマンド・ブランデンレリーフ |

3階の3階の大階段を中心として広がっている区画である。柱の間にはアーチが渡されていて、その内側にはメダリオンによって装飾が施されている。メダリオンの意匠は柱間ごとに異なるものとなっている。南側は壁を隔てて書庫と面しているため、創建時は出納を行うカウンターが置かれていた。カウンター前の空間は、4階までの吹き抜けとなり、その上部はガラス天井となっていたため、自然光が差し込む構造となっていた。大階段の周りには目録が配置され、蔵書の閲覧を希望する利用者は入館後大階段で3階に上がり、ホールに置かれた目録によって資料を確認して、カウンターで出納を求めるようになっていた。岸本館長下による改修工事では、書庫の出納などを行うカウンターが1階に移されることとなったため、3階のカウンターは廃止された。また、4階にあった開口部を塞いで床が設けられたため、自然光は差し込まなくなった。裏田館長計画の改修工事では、南側にインフォメーションカウンターが設けられることとなった。
- エドマンド・ブランデンレリーフ 東京藝術大学元教授の船越保武が製作し、文学部の斎藤勇名誉教授が寄贈した[82]。ブランデンは関東大震災直後の東京帝国大学で英文学の教師を務めた。鉄骨の組立工事が進む図書館の建設現場で、熱せられた鉄が飛び交う様子を題材として作られた「BUILDING THE LIBRARY, TOKYO UNIVERSITY: Night Scene」という詩や写生画が残されている[139]。なおブランデンは図書館完成前に日本を去っている[140]。

#### 3階閲覧室

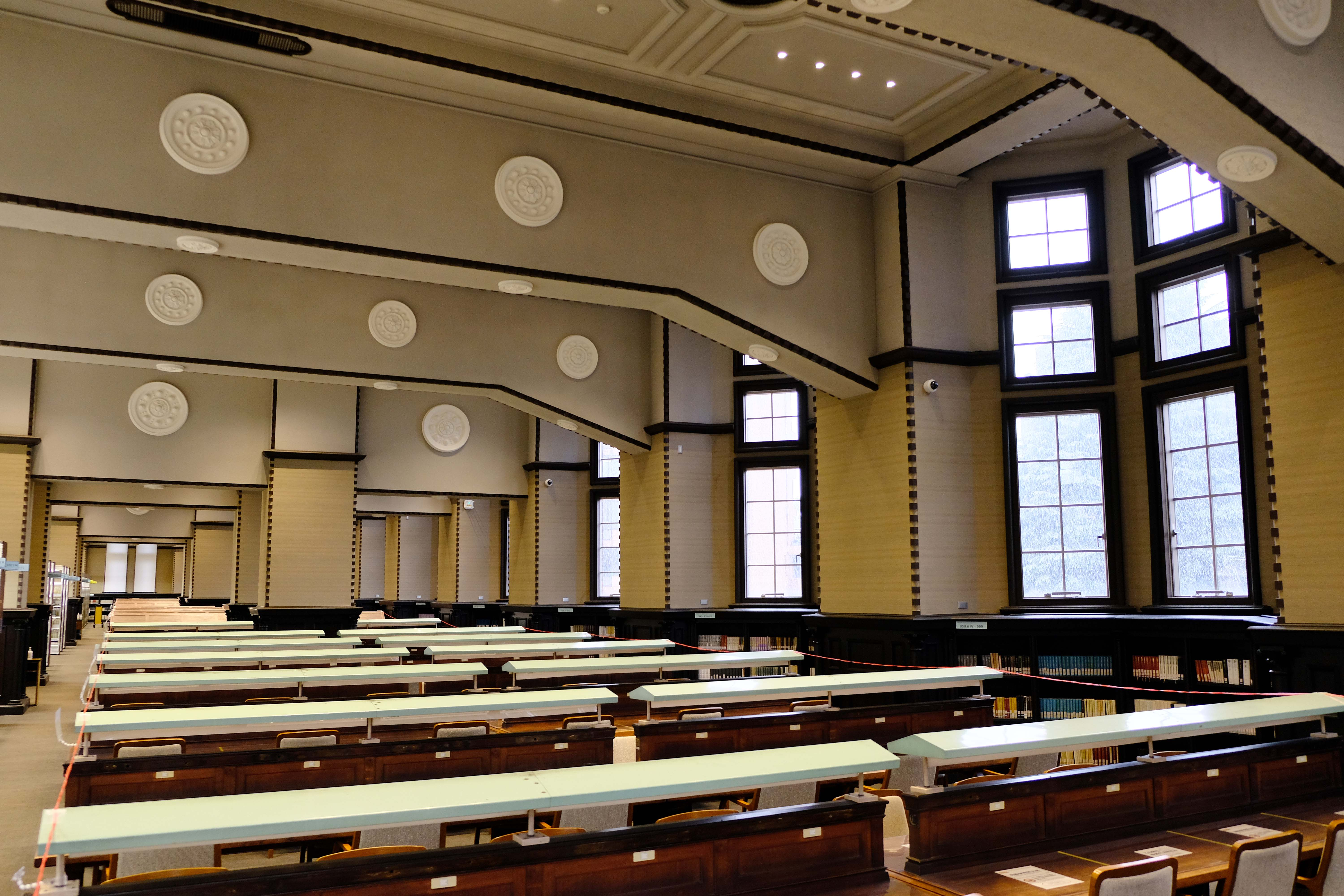
3階北側の大閲覧室

建物の正面側（北側）に面する閲覧室である。開館時には、指定書やその他別置雑誌を除く一般図書の閲覧に供する一般閲覧室とされていて、500人を収容する館内最大の閲覧室であった。利用者は、証票や学生証を一般閲覧係に預けるのと引き換えに、座席番号が記された金属製の座席票を受け取って座席の指定を受け、借覧証に氏名や利用する図書の書名などを記入して出納係に渡すことで、図書の貸付を受けることとなっていた。岸本館長時代の改装では開架閲覧室に改められ、閲覧室の全面にわたって並んでいた閲覧席の一部、約160席分を撤去し、中央部3分の1ほどの面積に約3万冊を収容する開架の書架スペースを設け、指定書や一般書が配架されることとなった。1962年2月1日に総長臨席の下で開室式が行われた。ただしこの開架閲覧室は、学生証を預けて入室することとなっていて、安全開架式に近いものであった。裏田館長計画の改修工事によって配置が改められることとなり、北側（窓側）には閲覧席が並べられる一方で、南側には全幅に渡って書架が配置されることとなり、分類順に配架された。壁面の造り付けの書棚には、大型図書や個人全集などが配架された。2010年代の改修では、書架や閲覧席の配置に大きな変更は加えられていない。塞がれていた屋上のトップライトが再び開口されたため、自然光が差し込むようになった。また、床が85mmかさ上げされ、床下に冷暖房システムが設置された。
閲覧席に使用されている大机は、配置こそ何度か変更されているものの開館以来使われ続けているものであり、上部には蛍光灯を取り付ける改造が施されている。南北方向に渡されている梁の側面には、メダリオンによる装飾が施されている。

#### 3階東翼
3階東翼は、創建時は指定書閲覧室とされていた。授業の参考書として教員が指定した図書が備えられていて、利用者は中央部の出納台で借覧の手続きを行い、閲覧席を利用することとなっていた。この室は学生のみが利用することができた。岸本館長下の改修では、北側は閲覧室（東閲覧室）として引き続き供用されたが、南側にはハマショールド型というタイプの細分化された閲覧個室が設けられた。中央部には個席室、談話室が置かれた。裏田館長計画の改修では、南側の閲覧個室仕切りは撤去されて、国連資料室が置かれた。北側にはマイクロ資料室が置かれることとなった。2010年代の改修では、北側と南側は開架書架が置かれる部屋とされ、閲覧席は設置されていない。中央部東側はセミナールーム3となり、授業やセミナーに利用できる部屋とされたが、常時は閲覧室として利用できるような運用が行われている。

#### 4階
開館時は3階の出納台前ホール上部、大階段上部がそれぞれ3間*5間、2.5間*9間の吹き抜けとなっていたため、4階は中央が開口部となり、利用できる面積が限られていた。階段室などの諸室を除いて、4階は大きく北側、中央、南側と3つの空間に分けられていた。北側は開館時の帝国大学新聞によれば喫茶室として使われていて、実際にテーブルとイスが並んだ同室の写真が残されている。一方で、同室には休養室として用いられ、日光東照宮の模型が置かれていた写真も残されている。中央部は岸本館長時代の改装の直前時点で喫煙室として使われていたとのことで、開館当時の写真でもテーブルセットの脇には灰皿が設置されている。残る南側は、吹き抜けの開口部を中心に椅子が並べられた自由閲覧室となっていて、小説などが自由に利用できる状態で置かれていた。扉からは屋上庭園に出ることもできた。
1960年代の岸本館長下の改革では、この階は全く様相が改められた。まず下階からの吹き抜けはすべて塞がれ、床面積の増加が図られた。壁の位置も全く改められた。新たに外国法資料センターとアジアセンターが置かれたほか、演習室や談話室、多くの閲覧用個室や個席室が設けられた。
その後1980年代の裏田館長下の改装では、従来アジア資料センターと外国法文献センターが置かれていたスペースが利用できることになったため、（第二）開館閲覧室が設けられることとなった。もっとも先の改修では開口部を埋めて増床がされていたものの、4階全域に書架を配置すると設計を超えた過重を加えることとなるため、中央部に書架を配し、北側と南側には閲覧席を多く設けることとなった。教官個室等は改修の上引き続き利用された。
2010年代の改装では、連携研究機構ヒューマニティーズセンター、U－PARL（アジア研究図書館上廣倫理財団寄付研究部門）、そして新たにアジア研究図書館が置かれることとなり、総合図書館開架とは異なる分類によって、本郷キャンパス内に分散配置されていたあらゆるアジア関係資料を集中させて配架されることとされた。5万冊が収容可能で、2020年（令和2年）10月1日の開館時点では2万冊が配架され、今後学内の他図書館・図書室から移管が進められていく方針である。また、この改装において3階大階段上の吹き抜けが復元され、スラブで塞がれていた開口部が再開口された。この吹き抜けの四周には創建当初石造の欄干が設けられていたが、この改装では欄干は復元されず、開口部に面した箇所はガラス張りの壁となった。南側3階旧出納台上の、東西方向に長い吹き抜けは復元されなかったが（3階ホールの開口部跡位置天井には光膜天井が設置されて光源が再現されている）、その上のハイサイドライトは屋上に塔屋を設けて復元されている。

#### 5階
5階建となっているのは本館中心の一部分であり、面積としてはさほど大きくない。開館以来、この空間は倉庫などの事務スペースとして利用されていた。岸本館長下の改修を経て、1965年5月11日からはビュッフェが開業した。ビュッフェの業者選定にあたっては大学当局と出店を目指す東大生協の間で対立が生じていたが、当時東大病院付近で営業していたレストランモナミが営業を担うこととなった。その後、ビュッフェの営業は終了している。裏田館長計画の改修では、この空間は談話や休息に供するための学生ラウンジが計画されていたが、実際には文学部の視聴覚教育センターが移転して入ることとなった。視聴覚教育センターは耐震改修工事に先駆けて2017年に総合図書館から退去することとなり、現在では飲食可能なラウンジとして開放されている。

#### 書庫
| 書庫内1層から3層には床と一体となった鋼鉄製の階段が設けられている。周囲の床はガラス張りである。  |  | 書庫に利用されている鋼鉄材には「SEITETSUSHO YAWATA ﾔﾜﾀ」の刻印が見られる |
| 書庫内1層から3層には床と一体となった鋼鉄製の階段が設けられている。 周囲の床はガラス張りである。 |  | 書庫に利用されている鋼鉄材には「SEITETSUSHO YAWATA ﾔﾜﾀ」の刻印が見られる |

書庫は本館南側に設けられている。地上は本館の地階（1、2階相当）と主階が硝子床によってそれぞれ3層に分けられていて、地上6層地下1階となっている（本館3階と書庫4層が同一の高さである）。書架は全て鋼鉄製での造り付けで、各層の硝子床と一体となったものである。利用者は3階出納台で出納の手続きを行うと、カウンターからは真空管でカードが書庫内に送られて、書架から取り出された図書は昇降機によって運搬されることとなっていた。書庫は閉架式として運用されていたが、のちに安全開架式として一部の利用者が立ち入ることができる運用に改められている。
書庫には50万冊の図書が収容可能であると見込まれていた。これに加えて、地下には75坪の安全庫（5室）が設置され、特に貴重な資料の保存に充てられることとされていたほか、新聞書庫や雑誌書庫も設置されていた。
岸本館長下の改修工事では、当時仮書庫として使われていた東翼地下の空間を利用して保存書庫としたほか、大学院学生の利用を見込んで書庫内に125席のキャレルが設置された。この工事において、出納を行うカウンターは3階から1階に移設されている。
裏田館長が計画した改修工事では、地下に集密書架が設置されて収容冊数の増加が図られた。
2010年代の改修工事では、1-3層の書庫の北側一部が撤去されて、開架として新着の新聞・雑誌が置かれるようになった。開架と書庫の間は硝子の壁で仕切られ、行き来はできない。書庫の入口は地下1階に設置されている。

### 別館
本館前の図書館前広場に新たに設けられた、地下4階建の施設である。東京大学キャンパス計画室（野城智也、川添善行）、東京大学施設部が設計監修を行い、設計施工は清水建設が請負っている。
図書館前広場は、南側に総合図書館本館、東西に法学部4号館と文学部3号館、北側には法文2号館と法学部3号館があり、四方を建物に囲まれていた。これらの周囲隣接建物に影響を与えることなく工事を行うために、別館の建設にあたっては清水建設の提案に基づいてニューマチックケーソン工法が採用されている。この工法は、ケーソンの下底に圧縮空気を送り込んで地下水の浸入を防ぐ作業室を設けて掘削や排土を行い、ケーソン上部では構築工事を進めて、徐々にケーソンを沈下させていく工法である。通常は橋脚工事等で用いられる土木工法であり、それを建築物に応用した別館の建設は技術上極めて特異な工事となった。
地下に設けられることから、浸水や土圧への対策の必要があり、躯体は柱と一体となった幅1,900-2,300mmの躯体壁が設けられ、その外周はさらに6mmの止水鋼板で覆われ、各鋼板の境目は溶接によって処理されている。これらの構造は、地下水の中で建築物全体が浮上するのを、重量によって防ぐという役割も果たしている。
別館の建築は、以下の賞を受賞している。
- 一般社団法人照明学会　第17回照明デザイン賞 入賞（2019年）[156]
- 一般社団法人東京都建築士事務所協会　東京建築賞・第45回建築作品コンクール 一般二類部門 最優秀賞（2019年）[157]

#### 地下1階ライブラリープラザ
この空間は、学生や教職員の誰もが利用できる全学的なアクティブ・ラーニングの場として計画されたものである。議論を伴うグループワークや、トークセッションなどの利用が想定されている。
空間はおおよそ円形の平面となっていて、東西の両側に出入口が設けられている。これらの入口は、法学部4号館と文学部3号館の地下にある図書室に面して設けられたサンクンガーデンに接している。室内中央の上部は、ガラスの張られたトップライトとなっているが、この直上に噴水がある。この噴水は、水が出る機能を廃してモニュメントとして相輪塔のみを残すことも検討されたが、関東大震災で焼失した図書館の復興において防火水槽としての役割も与えられて造られたものであるため、その経緯の歴史性を尊重して、浅く水を張って噴水としての機能を存続することとされた。このため、ライブラリープラザには水面を通してゆらぎのある自然光が差し込むようになっている。トップライトはアクリルパネルと網入りガラスの二重構造とすることで、止水性を確保している。またロールスクリーンが設置されていて、必要に応じて開閉される。このトップライトの周囲の天井には、岐阜県東白川村の天然杉を利用したルーバーが同心円状に配置されている。この木製ルーバーは、照明の器具を隠して光が直接目に入るのを防ぎ、ルーバーに反射して均一な明るさを確保するとともに、天井に設置される吸音材とともに反響を防止する機能もある。
ライブラリープラザは2017年（平成27年）7月に、耐震改修工事を行う本館の閲覧席の代替スペースとして仮オープンした。このときは本館の閲覧室で使われていた閲覧席を再利用していた。2018年10月には本来のアクティブラーニングの場としてリニューアルオープンを果たし、これに伴って設置されていた閲覧机や椅子を一新し、可動性があって柔軟に利用できるものに取り換えた。以降、能動的な学習空間として運用されている。

#### 地下2-4階自動書庫
約300万冊の書籍を収容可能な自動化書庫として設計された空間である。各階は、それぞれ約10メートルほどの高さがある。
書庫という機能を地下に実現することから、止水の面では万全の対策が施され、先述した躯体壁や止水鋼板に加えて、躯体碧の内側には1,200mm幅のバッファゾーンが設けられて、万が一躯体壁の内側への浸水が起こった場合でもバッファゾーンまでで浸水を食い止めて、地下から排水を行う計画となっている。
これらの空間には、日本ファイリング株式会社の自動書庫が設置されている。資料はコンテナに収められて収容されるが、この数はA5サイズ25,184個、B5サイズ25,032個、A4サイズ9,516個、フリーサイズ（A4以上）3,000個となっている。本館の地下1階と1階に出納ステーションが設けられ、図書館の館内で出庫の指示が出された資料を載せたコンテナは、クレーン等によってこれらのステーションに運ばれる。図書館員がコンテナから出庫要求が出された資料を取り出し、利用者はカウンターで図書館員から目的の資料を受け取ることとなる。コンテナを取り出すスタッカークレーンは13台、垂直搬送機は3台が備えられている。
現在では製本雑誌、利用頻度が少ない開架図書、状態の良い書庫の図書、学位論文が収められる運用となっている。300万冊という収容冊数の計画は、人文社会系資料の今後30年間の増加に対応したものとなっている。

## 歴代館長一覧
歴代の東京大学附属図書館長についての表である。
| 氏名       | 就任年月日                 | 退任年月日                 | 所属                                           | 備考                                                                                                 |
| ---------- | -------------------------- | -------------------------- | ---------------------------------------------- | --- |
| 末岡精一   | 1881年（明治14年）8月5日   |                            | 文学部準講師                                   | 図書課取締                                                                                           |
| 田中稲城   | 1882年（明治15年）3月4日   | 1882年（明治15年）7月22日  | 文学部準講師                                   | 図書課取締                                                                                           |
| 谷田部梅吉 | 1882年（明治15年）7月22日  | 1883年（明治16年）12月11日 | 理学士                                         | 図書課取締                                                                                           |
| 松井直吉   | 1883年（明治16年）12月13日 | 1885年(明治18年)11月       | 理学部教授                                     | 図書課監督                                                                                           |
| 木下廣次   | 1886年（明治19年）3月9日   | 1889年（明治22年）10月23日 | 法科大学教授                                   | 当初図書館管理心得 1886年（明治19年）3月19日から図書館管理                                           |
| 宮崎道三郎 | 1889年（明治22年）10月23日 | 1890年（明治23年）3月24日  | 法科大学教授                                   | 図書館管理                                                                                           |
| 田中稲城   | 1890年（明治23年）3月24日  | 1893年（明治26年）9月6日   | 文科大学教授                                   | 図書館管理                                                                                           |
| 和田萬吉   | 1893年（明治26年）11月7日  | 1923年（大正12年）11月29日 | 当初文科大学助教授 1918年（大正7年）から同教授 | 当初図書館管理心得 1896年（明治19年）7月27日から図書館管理 1897年（明治30年）6月28日から附属図書館長 |
| 姉崎正治   | 1923年（大正12年）11月29日 | 1934年（昭和9年）3月30日   | 文学部教授                                     | 附属図書館長（以下同じ）                                                                             |
| 高柳賢三   | 1934年（昭和9年）3月31日   | 1940年（昭和15年）6月14日  | 法学部教授                                     | |
| 市河三喜   | 1940年（昭和15年）6月15日  | 1946年（昭和21年）10月4日  | 文学部教授                                     | |
| 高木八尺   | 1946年（昭和21年）10月5日  | 1950年（昭和25年）3月30日  | 法学部教授                                     | |
| 高木貞二   | 1950年（昭和25年）3月31日  | 1953年（昭和28年）4月9日   | 文学部教授                                     | |
| 末延三次   | 1953年（昭和28年）4月10日  | 1960年（昭和35年）3月31日  | 法学部教授                                     | |
| 岸本英夫   | 1960年（昭和35年）4月1日   | 1964年（昭和39年）1月25日  | 文学部教授                                     | |
| 伊藤四十二 | 1964年（昭和39年）1月26日  | 1969年（昭和44年）3月31日  | 薬学部教授                                     | |
| 松田智雄   | 1969年（昭和44年）4月1日   | 1972年（昭和47年）3月31日  | 経済学部教授                                   | |
| 今井功     | 1972年（昭和47年）4月1日   | 1975年（昭和50年）3月31日  | 文学部教授                                     | |
| 安藤良雄   | 1975年（昭和50年）4月1日   | 1978年（昭和53年）3月31日  | 経済学部教授                                   | |
| 藤原鎮男   | 1978年（昭和53年）4月1日   | 1981年（昭和56年）3月31日  | 理学部教授                                     | |
| 裏田武夫   | 1981年（昭和56年）4月1日   | 1985年（昭和60年）3月31日  | 教育学部教授                                   | |
| 山崎弘郎   | 1985年（昭和60年）4月1日   | 1988年（昭和63年）3月31日  | 工学部教授                                     | |
| 黒田晴雄   | 1988年（昭和63年）4月1日   | 1991年（平成3年）3月31日   | 理学部教授                                     | |
| 清水忠雄   | 1991年（平成3年）4月1日    | 1994年（平成6年）3月31日   | 理学部教授                                     | |
| 開原成允   | 1994年（平成6年）4月1日    | 1996年（平成8年）3月31日   | 医学部教授                                     | |
| 六本佳平   | 1996年（平成8年）4月1日    | 1999年（平成11年）3月31日  | 大学院法学政治学研究科教授                     | |
| 落合卓四郎 | 1999年（平成11年）4月1日   | 2002年（平成14年）3月31日  | 大学院数理科学研究科教授                       | |
| 廣渡清吾   | 2002年（平成14年）4月1日   | 2003年（平成15年）3月31日  | 副学長、社会科学研究所教授                     | |
| 小宮山宏   | 2003年（平成15年）4月1日   | 2005年（平成17年）3月31日  | 理事（副学長）、大学院工学系研究科教授         | |
| 西郷和彦   | 2005年（平成17年）4月1日   | 2009年（平成21年）3月31日  | 大学院工学系研究科教授                         | |
| 古田元夫   | 2009年（平成21年）4月1日   | 2015年（平成27年）3月31日  | 大学院総合文化研究科教授                       | |
| 久留島典子 | 2015年（平成27年）4月1日   | 2018年（平成30年）3月31日  | 史料編纂所教授                                 | |
| 熊野純彦   | 2018年（平成30年）4月1日   | 2021年（令和3年）3月31日   | 大学院人文社会系研究科教授                     | |
| 坂井修一   | 2021年（令和3年）4月1日    | （現職）                   | 大学院情報理工学系研究科教授                   | |

## 蔵書
現在では、オンラインやCD-ROMなどによる電子出版に対応するため、ネットワークを介した学内への情報提供サービスも行っている。学外に向けては、ホームページからさまざまな情報を発信している。また、展示会を開催するなど、総合図書館の豊かなコンテンツを一般に公開している。
紀州徳川家より寄贈された「南葵文庫」をはじめ、「青洲文庫」、「鷗外文庫」、「田中文庫」、「亀井文庫」等多くのコレクションがある。これらのうち、江戸時代の文学書のコレクション「霞亭（かてい）文庫」や、明治大正期の文豪・森鷗外の旧蔵書のうち鷗外自筆写本、書入本などを掲載した「鷗外文庫書入本画像データベース」は電子化してホームページ上に公開している。

### 分類
1928年、新たな図書館が開館するにあたって、蔵書の整理には独自の一館分類法（東京帝国大学附属図書館図書分類表、のちに東京大学総合図書館和漢書分類表）が使用された。この分類法は、アルファベットの大綱と3桁の数字の細目によって分類が表されるものである。『東京帝国大学附属図書館利用者案内』に掲載されたところによれば、大綱は以下の通りである。
- A 総記
- B 哲学
- C 宗教 神道
- D 語学
- E 文学
- F 芸術
- G 歴史
- H 伝記
- J 地理
- K 教育
- L 法律
- M 政治 行政
- N 経済
- P 商業
- Q 財政
- R 統計
- S 社会
- T 理学
- U 工学
- V 医学
- W 兵事
- XA 農業
- XB 雑産業
- YA 家政
- YB 諸芸 遊戯

これらのアルファベットと数字で表される分類に加え、受入順の函架記号を付することで図書記号を付けていた。
この独自分類はおよそ70年間にわたって蔵書の大半に適用されてきたが、長年の利用にあたって問題点も顕在化してきた。最大の問題点は考案から時が経つにつれて、昭和初期の分類表では最新の研究分野に対応することが難しくなったことである。さらに各分類の下が受入順で並べられることから、同一著者の図書が離れて配架されるという問題もあった。これらの点に対応するため、総合図書館では2001年に分類基準の変更を着手した。洋図書は4月までに分類変更作業を終え、和図書は新着図書から順次新分類を使用し、2002年度までに開架の全対象図書の分類変更を完了した。この際に採用された分類法は、洋図書にはデューイ十進分類法、和図書には日本十進分類法で、いずれも一般分類表として広く通用しているものである。また、各分類記号の下に著者記号でさらに順序が規定されることにより、同一主題の同一著者による著作が隣接して配架されるようになり、ブラウジングによる探索がしやすくなった。これらの分類法が教養学部図書館で先行して採用されていたことから、教養学部から進学してきた学生にとって使いやすいという利点もあった。一方で書庫内の蔵書の分類については変更されず、独自分類をそのまま使い続けることとなった。
現在では、開架和図書が日本十進分類法、開架洋図書がデューイ十進分類法、保存書庫資料が東京大学総合図書館和漢書分類表によって分類されているほか、自動書庫は分類によって配架位置が規定されない（分類は書誌分類としてのみ使用される）ため、これらの分類法が混用されている。ほか、四部分類が適用される漢籍など、一部特殊な分類法が使用される蔵書群がある。

## 利用

### 開館日程・時間
※ 休館日は不定期
8, 3月以外
月から金 8:30-22:30 土・日・祝日 9:00-19:00
8, 3月
月から金 8:30-21:00
土・日・祝日 9:00-17:00 

### 交通機関
最寄駅
- 本郷三丁目駅（都営地下鉄大江戸線、東京メトロ丸ノ内線）徒歩10分
- 東大前駅（東京メトロ南北線）徒歩15分
- 春日駅（都営地下鉄三田線）徒歩20分

都営バス
- 東大赤門前または東大正門前（茶51・東43系統）下車 徒歩3分
- 東大病院前（学01・学07系統）下車 徒歩5分